# Independencia de Venezuela
La independencia de Venezuela fue el proceso jurídico-político con el que se puso fin a los lazos que existían entre la Capitanía General de Venezuela y el Imperio español, estableciendo el Primer Congreso Nacional de la Primera República de Venezuela. También implicó el reemplazo de la monarquía absoluta por la república como forma de gobierno en Venezuela. 
La independencia de Venezuela produjo el conflicto armado conocido como guerra de Independencia de Venezuela entre los ejércitos independentista y realista. El 19 de abril de 1810 se inició el proceso de independencia de Venezuela. El 5 de julio de 1811 se firmó el Acta de la Declaración de independencia, celebrado en Venezuela como su día nacional. En esa fecha formalmente, a través del documento, Venezuela se separó del reino de España. La Sociedad Patriótica integrada por Simón Bolívar y Francisco de Miranda fue la pionera en el impulso de la separación de Venezuela de la Corona española.
El periodo histórico entre 1810 y 1830 ha sido dividido por la historiografía venezolana en cuatro partes: Primera República (1810-1812), Segunda República (1813-1814), Tercera República (1817-1819) y la Gran Colombia (1819-1830).

## Causas de la independencia

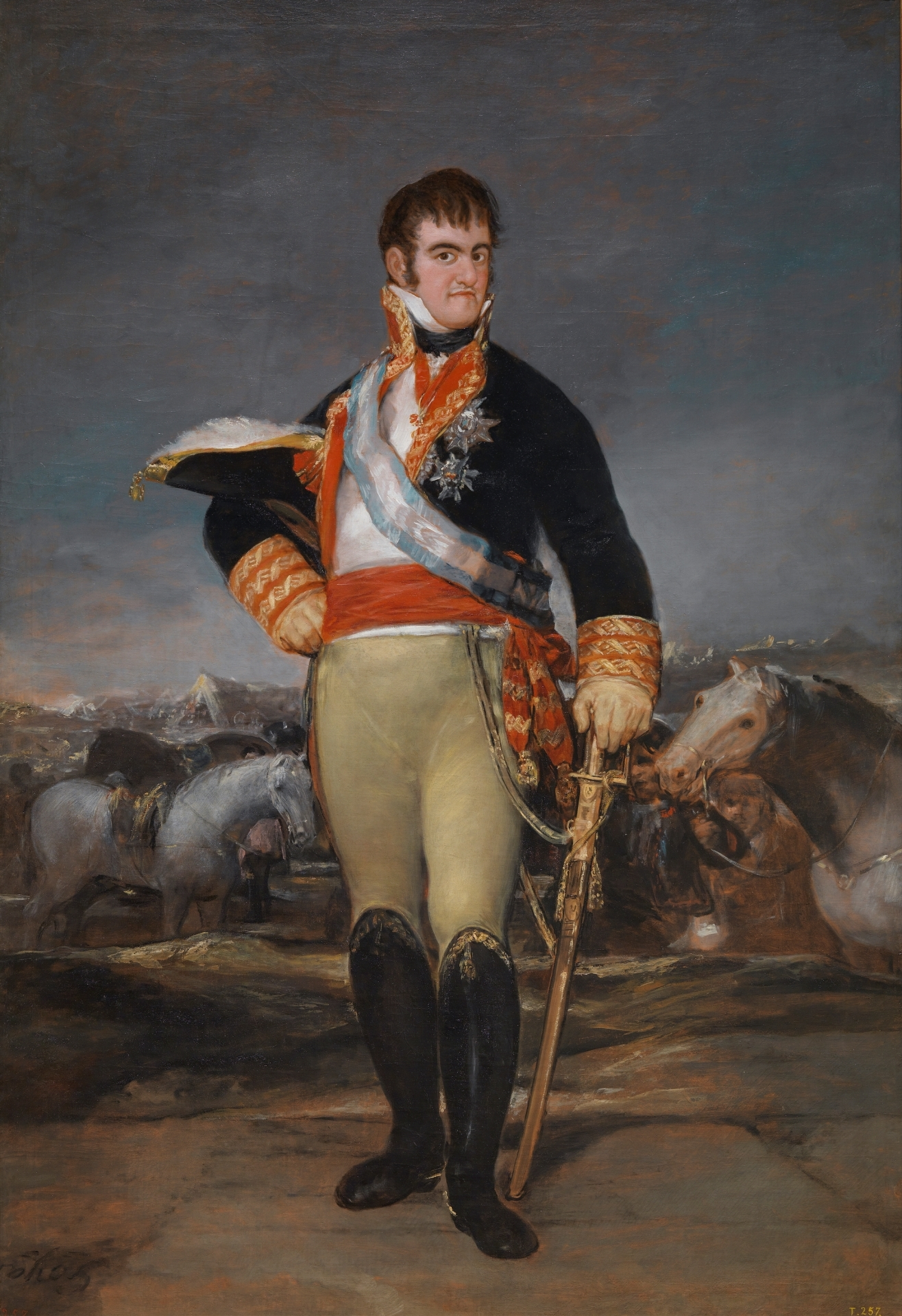
Fernando VII, ante un campamento, de Francisco de Goya.

Entre los factores influyentes se destacan el deseo de poder de los grupos sociales criollos que poseían el estatus social y económico pero no político, el descontento de la población por los malos manejos y por el alza de los impuestos, la introducción de las ideas del Enciclopedismo, la Ilustración, la declaración de Independencia de los Estados Unidos, la Revolución francesa, la Revolución haitiana de Venezuela. El 19 de abril de 1810 se inició el proceso de la independencia de Venezuela

## Antecedentes
A finales del siglo XVIII tiene lugar los primeros conatos independentistas en Venezuela. El primero de ellos intenta dos veces en 1806 invadir el territorio venezolano por La Vela de Coro, liderado por el general Francisco de Miranda, con una expedición armada proveniente de Haití. Sus incursiones terminan en fracasos por la prédica religiosa en su contra y la indiferencia de la población.
La Conjuración de los Mantuanos fue un movimiento que estalló en Caracas en 1808. Los mantuanos, quienes constituían el grupo social más poderoso de la sociedad, encabezaron un intento para constituir una Junta de Gobierno que rigiese los destinos de la Capitanía General de Venezuela a raíz de la invasión de España por Napoleón.

## Primera República

### Revolución del 19 de abril de 1810
La Primera República corresponde al período transcurrido entre el 19 de abril de 1810 y el 30 de julio de 1812, cuando la junta suprema de gobierno sustituye pacíficamente a las autoridades españolas.

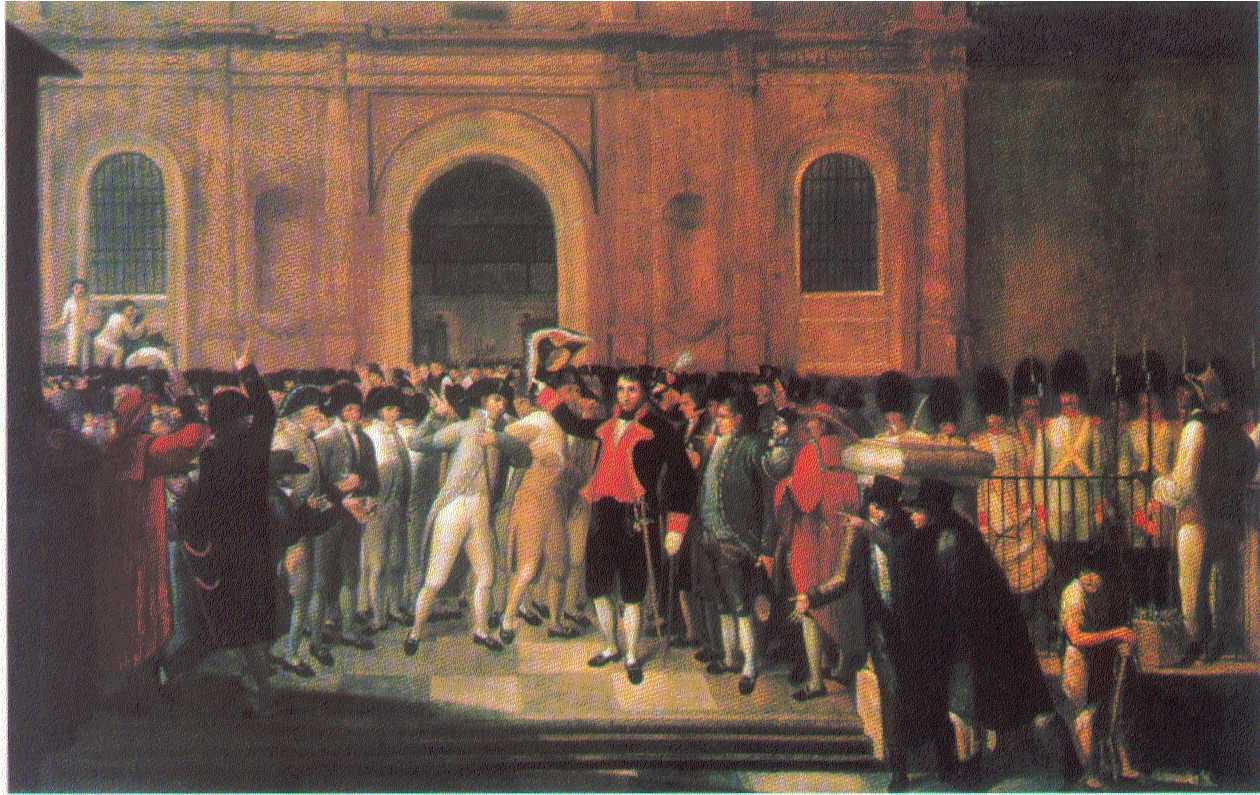
El 19 de abril de 1810, de Juan Lovera. Muestra la destitución del capitán general Vicente Emparan.

El capitán general Vicente Emparan fue obligado a renunciar a su cargo el 19 de abril de 1810 por el cabildo de Caracas. Esa misma tarde el cabildo se constituyó como Junta Suprema conservadora de los derechos de Fernando VII.
La Junta Suprema procuró la adhesión de las demás provincias de la Capitanía General de Venezuela al movimiento. Se dieron pronunciamientos favorables en Cumaná y Barcelona el 27 de abril, Margarita el 4 de mayo, Barinas el 5 de mayo, Mérida el 16 de septiembre y Trujillo el 9 de octubre.
La provincia de Guayana se pronunció el 11 de mayo a favor de la Junta Suprema de Caracas, pero al tener conocimiento el 3 de junio de la instalación en España del Consejo de Regencia, reconoció a esta como autoridad legítima y se alejó de la revolución caraqueña. Las Provincias de Coro y Maracaibo se mantuvieron fieles al Consejo de Regencia.

### Campaña de Coro
A través de ella se buscó incorporar a dicha provincia, que se mantenía fiel al Consejo de Regencia, a la causa emancipadora. En 1810 bajo mandato de la Junta Suprema de Caracas, se designo al marqués del Toro para comandar la Campaña de Coro. A pesar de varios combates exitosos, las tropas republicanas debieron replegarse ante la noticia de la inminente llegada de un ejército realista proveniente de Maracaibo. Ello hubiera cercado al contingente patriota entre las fuerzas realistas al interior de la ciudad de Coro, con las que estaba combatiendo, y tropas realistas en su retaguardia. Haciéndose evidente que el objetivo de tomar dicha ciudad no resultaba ya factible bajo las nuevas condiciones, el marqués inició el retorno de sus fuerzas hacia Caracas. Para lograrlo, debió combatir a las fuerzas provenientes de Maracaibo. Entre las batallas libradas en esa campaña se encontraron las de Aguanegra, Pedregal, Aribanaches, Sabaneta, Guedequis y Coro

### Supremo Congreso de Venezuela
El carácter de la Junta Suprema de Caracas como "conservadora de los derechos de Fernando VII" no le permitía ir más allá de la autonomía proclamada el 19 de abril. Por esa razón, la Junta convocó a elecciones para instalar un Congreso Constituyente ante el cual declinar sus poderes y que decidiera la suerte futura de los estados.
La convocatoria al Congreso fue hecha en junio. Fue acatada las provincias de Caracas, Barinas, Cumaná, Barcelona, Mérida, Margarita y Trujillo; mas no por las provincias de Maracaibo, Coro y Guayana.
Las elecciones se practicaron entre octubre y noviembre de 1810. El reglamento electoral era censitario pues daba el voto a los hombres libres, mayores de 25 años (o mayores de 21 si eran casados) y propietarios de 2000 pesos en bienes muebles o raíces. No había voto para las mujeres, los esclavos y los carentes de bienes de fortuna. El reglamento dispuso, además, que las elecciones se hicieran en dos grados: primero, los votantes nombraban a los electores de la parroquia; y luego, estos electores, reunidos en asamblea electoral en la capital de la provincia, designaban los representantes al Congreso, a razón de un diputado por cada 20 000 habitantes.
Realizadas las elecciones, resultaron elegidos 44 diputados al Congreso. Las provincias estuvieron representadas así: Caracas 24 diputados; Barinas 9; Cumaná 4; Barcelona 3; Mérida 2; Trujillo 1; Margarita 1.
El Supremo Congreso de Venezuela se instaló el 2 de marzo de 1811 en la casa del Conde de San Javier (actual esquina El Conde en Caracas). El 5 de marzo de 1811 la Junta Suprema de Caracas cesó en sus funciones.

### Sociedad Patriótica
Con la fundación de la Sociedad de Agricultura y Economía, no tardó mucho tiempo para que esta organización se volviera la principal promotora del rompimiento con España. Entre sus miembros se encontraban José Félix Ribas, Francisco José Ribas, Antonio Muñoz Tébar, Vicente Salias y Miguel José Sanz. En sus sesiones discutían sobre economía, política, asuntos civiles, religiosos y militares. Llegó a contar con hasta 600 miembros solamente en Caracas y con filiales en Barcelona, Barinas, Valencia y Puerto Cabello. El periódico del Patriota Revolucionario, dirigido por Salias y Muñoz Tébar, fue desde junio de 1811 su órgano divulgativo.
La incorporación del Generalísimo Francisco de Miranda y del joven Simón Bolívar, dio a la sociedad un carácter revolucionario. Las críticas del régimen colonial, la difusión de las ideas separatistas y la presión ante el Congreso para que declarara la independencia fueron las acciones más importantes de la Sociedad Patriótica.

### Declaración de independencia

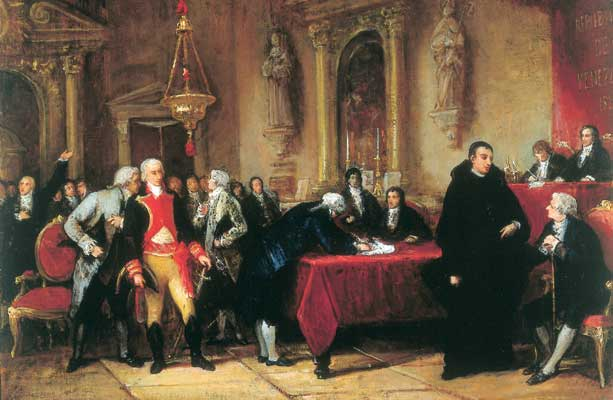
Boceto para la Firma del Acta de Independencia, de Martín Tovar y Tovar.

En el Supremo Congreso de Venezuela había dos facciones en pugna: los separatistas y los fidelistas. Los separatistas eran partidarios de la independencia de Venezuela, mientras que los fidelistas eran fieles al rey Fernando VII.
A medida que se fueron desarrollando las sesiones del Congreso, la idea de la independencia fue ganando adeptos en el seno del mismo. Muchos diputados la apoyaron con apasionados alegatos, otros con argumentos históricos.
El 2 de julio se presentó en el Congreso una moción sobre la independencia. El 3 de julio de 1811 se inició el debate en el Congreso. El 5 de julio se procedió a la votación. La independencia fue aprobada con 40 votos a favor. De inmediato, el presidente del Congreso, diputado Juan Antonio Rodríguez, anunció que estaba "Declarada solemnemente la Independencia absoluta de Venezuela".
Francisco de Miranda y otros miembros de la Sociedad Patriótica encabezaron una masa popular que recorrió las calles y plazas de Caracas, aclamando la independencia y la libertad. Juan Escalona, quien presidía el primer triunvirato independentista, lanzó una proclama a los habitantes de Caracas dándoles a conocer que el Congreso había votado por la independencia absoluta.
Los diputados acordaron llamar a la nueva república como Confederación Americana de Venezuela y nombraron una comisión para decidir sobre la bandera y la redacción de una Constitución. El diputado Juan Germán Roscio y el secretario del Congreso, Francisco Isnardi, elaboraron el Acta de la Declaración de Independencia. La misma fue aprobada por los diputados el 7 de julio.
El 13 de julio de 1811 se aprobó la bandera de Venezuela, la cual se basó en el diseño realizado por Francisco de Miranda en 1806. El 14 de julio en un acto público y solemne fue izada por primera vez esta bandera.
El 21 de diciembre de 1811, el Congreso aprobó la Constitución Federal de los Estados de Venezuela de 1811. El 15 de febrero de 1812 el Congreso suspendió sus sesiones y acordó trasladarse a Valencia, designándola Ciudad Federal el 1 de marzo de ese mismo año, cuando reanudó sus sesiones.
En 1811, Francisco Miranda convenció al Congreso Nacional de Venezuela a declarar la independencia. Muchas regiones en Venezuela declararon su independencia el 5 de julio de 1811 y se redactó una Constitución poco después. Sin embargo, también hubo regiones que se negaron a unirse a la república. Estas incluyeron a las ciudades de Coro, Maracaibo, Guayana y Valencia, que inicialmente se unieron, pero luego cambiaron de parecer.

### Toma de Valencia
El 11 de julio de 1811, seis días después de la Declaración de la Independencia, estallaron dos insurrecciones, la asonada de la Sabana del Teque, de los isleños canarios en Caracas que fue controlada con rapidez, y la insurrección de Nuestra Señora de la Anunciación de la Nueva Valencia del Rey. El marqués del Toro fue designado para enfrentar la sublevación valenciana, pero enfrentó fuertes dificultades ante la insuficiencia de sus tropas. Entonces, Francisco de Miranda, a los 61 años, es nombrado Comandante en Jefe del Ejército y sale con tropas adicionales hacia Valencia el día 19, quedando el marqués del Toro como segundo al mando. Las acciones de calles y plazas fueron reñidas. Francisco de Miranda ordena atacar las posiciones más fuertes de los rebeldes y el 23 de julio los republicanos toman la ciudad a un alto en costo en vidas, que debilita seriamente a las fuerzas patriotas.

### Caída de la Primera República

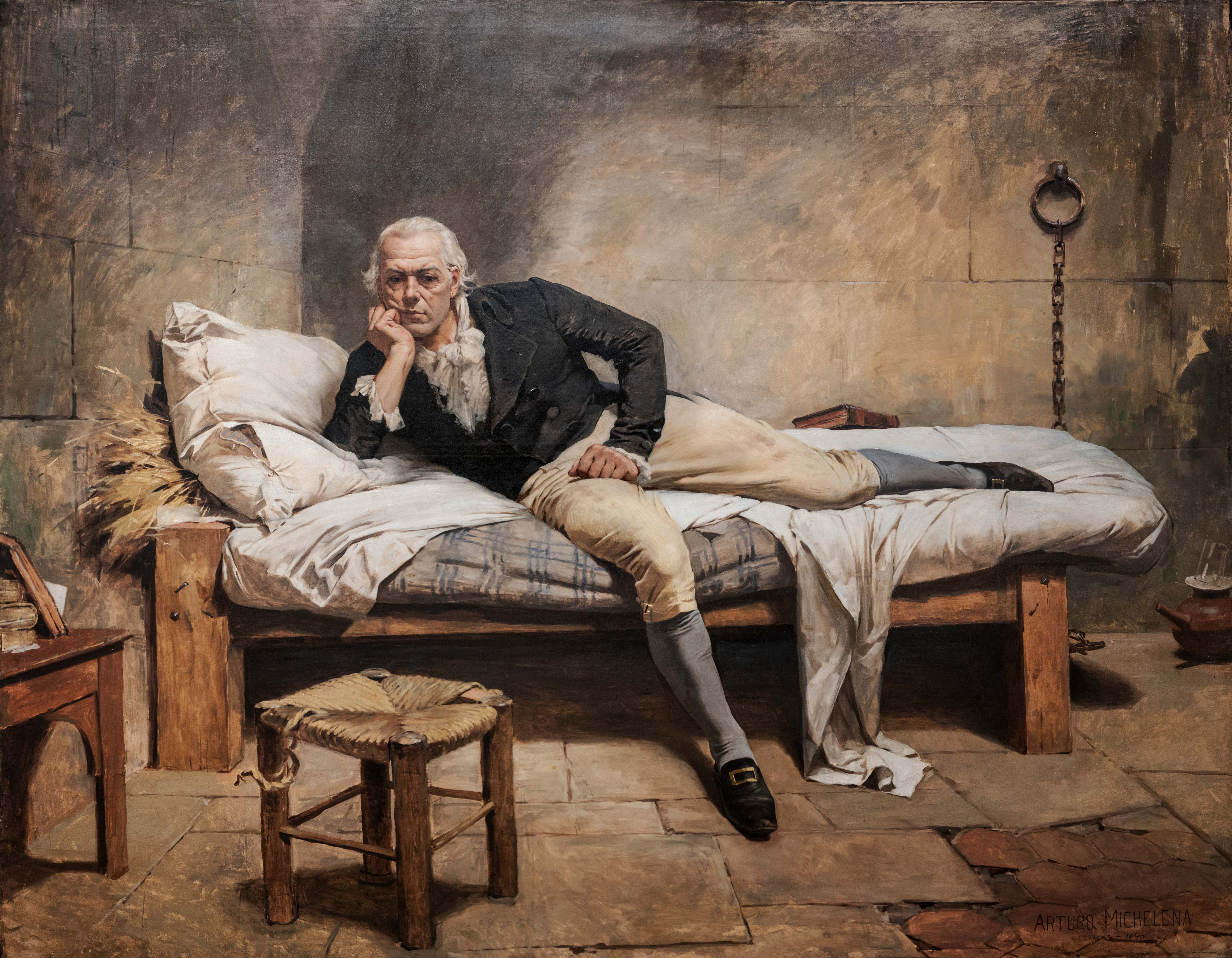
Miranda en La Carraca (1896), El generalísimo Francisco de Miranda es considerado como el precursor de la emancipación americana del Imperio español.

El 26 de marzo de 1812 a las 4 de la tarde, un terremoto destruyó Caracas ocasionando grandes daños y la muerte de cerca de 20 000 personas. Ese mismo año Bolívar perdió el control de Puerto Cabello y Francisco de Miranda capituló en San Mateo ante el jefe realista Domingo Monteverde, firmando un acuerdo que consistió en la entrega de las armas por parte de los patriotas. A cambio, los realistas respetarían personas y bienes.
Cuando Miranda se dirigió a embarcarse en La Guaira, es detenido —junto a otros 8 jefes— por sus antiguos camaradas, entre los que se encontraba el joven Simón Bolívar. Los apresados fueron acusados de dilapidar los caudales públicos y seguidamente entregados a los realistas. Miranda es encarcelado en Puerto Cabello, después fue trasladado a Puerto Rico y por último al Arsenal de la Carraca, en Cádiz, donde falleció en 1816.

## Segunda República
La Segunda República corresponde al período transcurrido entre agosto de 1813 y diciembre de 1814 y se conoce con el calificativo del lapso de "Guerra a muerte".

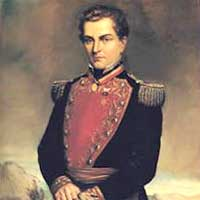
Santiago Mariño, uno de los próceres de la Independencia, comandó la Campaña de Oriente.

Acabada la primera República, los principales responsables políticos y militares de la Independencia se exilian. Bolívar escribe el Manifiesto de Cartagena donde analiza las razones del fracaso de la república y el futuro de los países que participan en este proceso, los que luego formarán la Gran Colombia. Fue escrito en Cartagena de Indias (Colombia), el 15 de diciembre de 1812. Entre las causas políticas, económicas, sociales y naturales mencionadas por Bolívar destacan:
- El uso del sistema federal, al cual Bolívar considera débil para la época.
- Mala administración de las rentas públicas.
- El terremoto de Caracas de 1812.
- La imposibilidad de establecer un ejército permanente.
- La influencia contraria de la Iglesia católica.

En el bando realista, Monteverde, engreído por su éxito, se niega a entregar el poder al general Fernando Mijares, llegado a Puerto Cabello desde Puerto Rico y nombrado capitán general por la Regencia. Faltando a lo pactado con Miranda, inicia una represión contra los patriotas con la finalidad de preparar el terreno para ejecutar sus planes de invasión de la República de la Nueva Granada, declarada independiente del poder español. Enterado de sus intenciones, Bolívar solicita su incorporación al ejército neogranadino y apoyo logístico para posteriormente iniciar las operaciones militares de lo que se conoce en la historia con el nombre de "Campaña Admirable".
El 8 de enero de 1813 ocupó a la ciudad de Ocaña, (la segunda en importancia en Norte de Santander, después de Cúcuta) después de haber dejado el paso libre en el Magdalena Medio, consiguiendo así la navegación entre Bogotá y Cartagena. El 16 de febrero sale rumbo a Cúcuta pues había peligro por la presencia de Ramón Correa y sus fuerzas realistas. En su recorrido venció una fuerza enemiga que le cerraba el paso en La Aguada. El 28 del mismo mes se llevaba a cabo lo que hoy en día se conoce como Batalla de Cúcuta, con la cual se le dio la independencia a esta ciudad. El Libertador solicitó ayuda al gobierno neogranadino a través del Manifiesto de Cartagena, la cual le fue concebida por las acciones que ya había llevado a cabo en ese país.

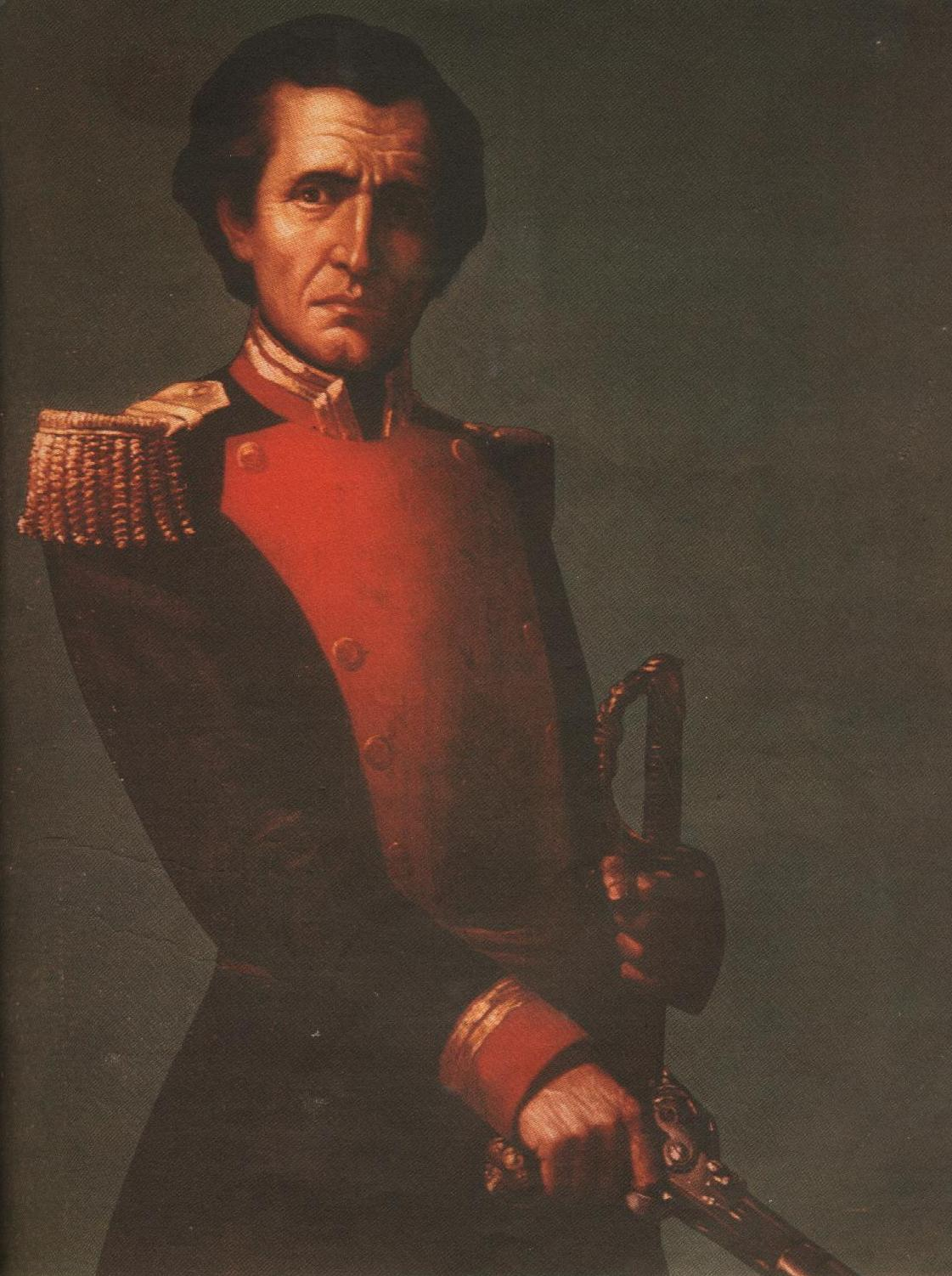
Antonio Ricaurte. "Libertad a la patria ofrendó la proeza inmortal de Ricaurte, que en tierra aragüeña su Olimpo encontró".

En los seis primeros meses de 1813, la resistencia de los realistas se derrumba. Monteverde es derrotado y herido. Se retira a Puerto Cabello, donde sus soldados lo deponen del mando. La guerra continúa con dos campañas paralelas, inconexas pero efectivas, una desde Oriente, comandada por el general Santiago Mariño, conocida como Campaña de Oriente, y otra desde Occidente, comandada por Bolívar, conocida como Campaña Admirable. Cumaná es liberada el 3 de agosto de 1813 por Mariño; Bolívar entra el 6 de agosto a Caracas.
La reconquista de Caracas por parte de los republicanos es para los historiadores el hito que marca el inicio de lo que han llamado la Segunda República. Bolívar, desde Caracas, proclama la guerra a muerte con exterminio de la raza española. La Municipalidad de Caracas le confiere a Bolívar el título de "El Libertador" y "General en Jefe del ejército Republicano". El año siguiente es nombrado Jefe Supremo. La situación militar se complica por la aparición de la figura de José Tomás Boves, asturiano, que organiza un ejército que lucha en el bando de los realistas, y que subleva a la población negra o mestiza en contra de los blancos venezolanos, es decir, quienes dirigen el proceso independentista. En opinión de algunos historiadores, Boves se aprovechó del resentimiento social existente en este grupo.
A partir de febrero de 1814 se produjo una serie de encuentros entre patriotas y realistas en un área que comprende desde el lago de Valencia hasta San Mateo, es decir, en lo que se conoce como los Valles de Aragua. En la casa alta de la hacienda San Mateo, propiedad de Simón Bolívar, se colocó el parque cuya custodia fue encomendada al capitán Antonio Ricaurte y a una pequeña tropa de 50 soldados. Durante el ataque realista, Francisco Tomás Morales se apoderó del Ingenio mientras una de sus columnas, —bajando por la fila de Los Cucharos— tomó la «casa alta». No fue capturado el parque por dicha columna porque lo impidió su custodio. el capitán Antonio Ricaurte, quien, al ver tropas realistas en condiciones de capturar aquel depósito, prendió fuego a la pólvora y lo hizo volar el 25 de marzo de 1814, con lo cual pereció él y aquellos que se hallaban dentro del recinto. Bolívar aprovechó el desorden momentáneo que se produjo entre los atacantes y lanzó un contraataque, con el cual reconquistó la «casa alta». La estatua que inmortaliza el gesto heroico de Ricaurte en el "Ingenio Bolívar en San Mateo" es una obra del escultor Lorenzo González. En 1814 se suceden cruentas batallas, represalias contra la población civil de ambos bandos, y el asedio de las ciudades. La población de Caracas, amenazada ante la llegada inminente de Bóves, debe huir a oriente. Los historiadores marcan la batalla de Maturín, el 11 de diciembre de 1814, como el fin de la Segunda República.
Culminada la Campaña Admirable con la entrada a Caracas, Bolívar abre nuevamente operaciones contra la reacción española que pronto se hizo sentir en gran parte del país. Desde Caracas envió a los tenientes coroneles Tomás Montilla a los llanos de Calabozo que eran amenazados por Boves y Vicente Campo Elías a pacificar los valles del Tuy, donde había estallado una rebelión. Boves derrota una avanzada de Montilla en el sitio de Santa Catalina tras lo cual este se retira a Caracas y Boves entra en Calabozo sin oposición. En los valles del Tuy Campo Elías llega a Ocumare del Tuy el 26 de agosto y en poco tiempo logra la pacificación de la región tras lo cual regresa a Caracas. En la capital recibe órdenes de dirigirse a Calabozo para apoyar a Montilla lo que resulta en la derrota de Boves en Mosquiteros el 14 de octubre.

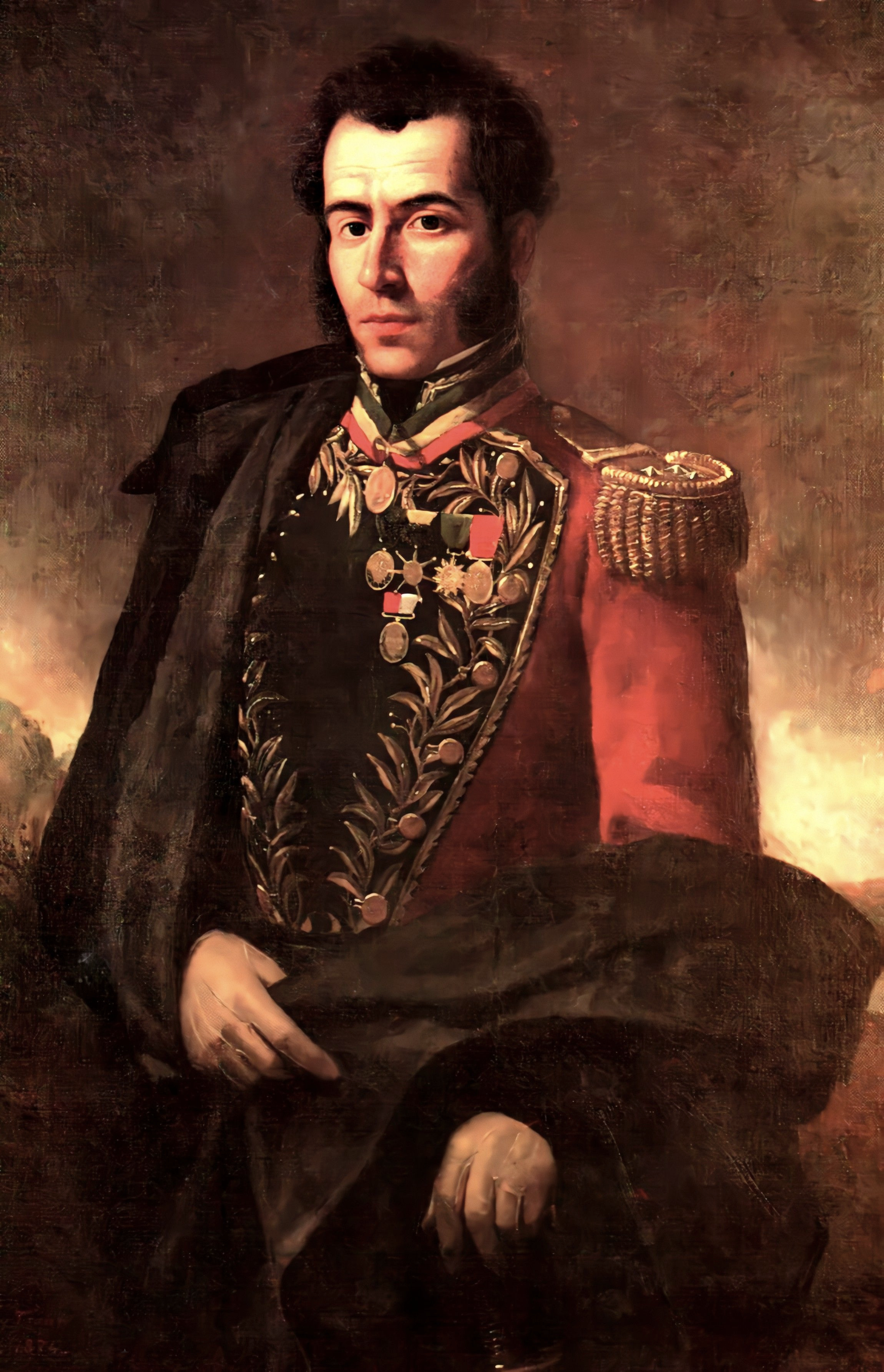
Gran Mariscal Antonio José de Sucre.

Bolívar se dirige a Valencia con la columna de Urdaneta donde hace una concentración de tropas y las divide en 3 columnas: la primera comandada por García de Serna a Barquisimeto contra el indio Reyes Vargas, la segunda dirigida por Atanasio Girardot hacia Puerto Cabello por el camino de Aguas Calientes, y la tercera de Rafael Urdaneta también hacia Puerto Cabello pero por el camino de San Esteban. García de cerna triunfa sobre Reyes Vargas en Cerritos Blancos mientras que en Puerto Cabello, Urdaneta y Girardot tomó las fortalezas de Vigía alta, Vigía baja y el pueblo exterior. Monteverde recibe refuerzos y lanza una ofensiva sobre Valencia, Bolívar lo espera en Naguanagua y el 30 de septiembre lo derrota en la batalla de Bárbula. Los realistas son derrotados nuevamente en la batalla de Trincheras, el 3 de octubre. Monteverde se retira a Puerto Cabello y Bolívar vuelve a Caracas tras destacar a Urdaneta contra Coro.
La derrota de la primera República Venezolana en 1812 dejó en el Libertador la más profunda huella, pero sobre todo, la más honda lección acerca de la importancia cardinal que la unidad tenía para el triunfo de la revolución. "Nuestra división y no las armas españolas nos tornaron a la esclavitud", había escrito en su célebre Manifiesto de Cartagena haciendo el balance de esos años. La Campaña Admirable comenzó el 28 de febrero de 1813 con la Batalla de Cúcuta contra el coronel Ramón Correa donde el Mariscal de Campo Ribas dio el golpe decisivo con una carga de bayoneta al centro de las líneas realistas.
No olvidaba el Libertador que la Primera y Segunda República se habían derrumbado porque la revolución se había orientado exclusivamente a la eliminación de los privilegios personales o fueros de naturaleza feudal, y a la proscripción de títulos nobiliarios en beneficio exclusivo de los ricos propietarios venezolanos o neogranadinos; sin tener en cuenta para nada a la masa de esclavos o campesinos pobres que constituían el grueso del ejército independentista.

"Nuestras armas, por siempre triunfales, humillaron al fiero español, del clarín a las voces marciales que oyó en sus montañas la tierra del sol. Coronó nuestras cumbres de gloria cuando Ribas la espada blandió, y a su homérico Afán La Victoria con sangre opresora sus campos regó".

### Decreto de Guerra a Muerte

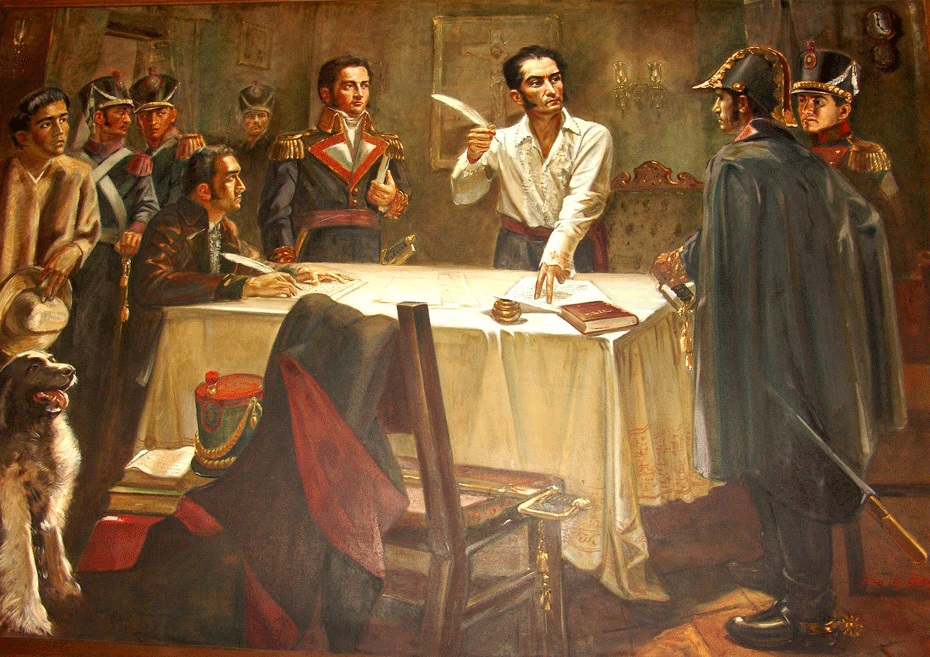
El Libertador Simón Bolívar firmando el Decreto de Guerra a Muerte contra los españoles.

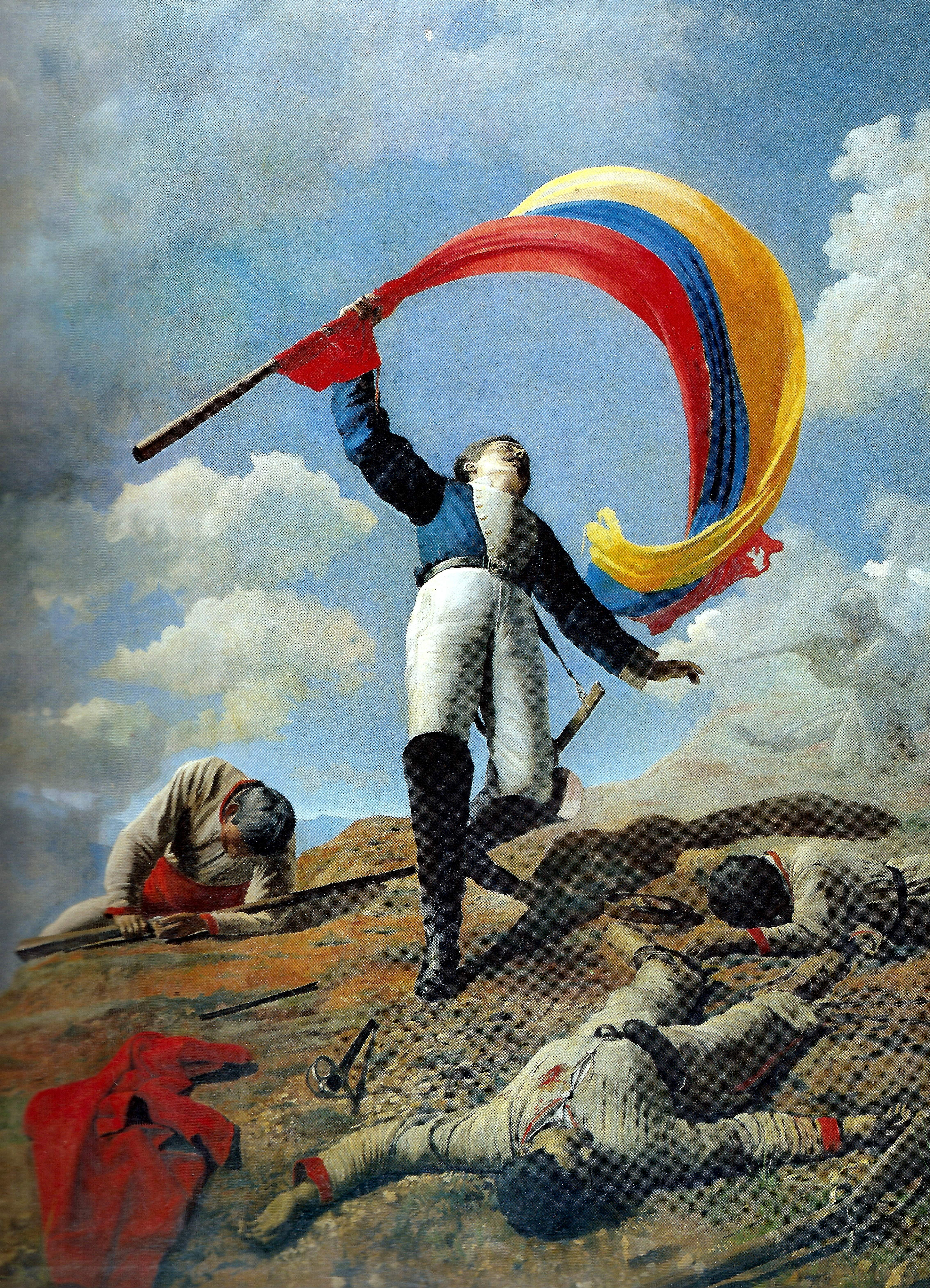
La muerte de Girardot en Bárbula - Óleo de Cristóbal Rojas.

El coronel Atanasio Girardot se unió a Simón Bolívar en la denominada Campaña Admirable del Libertador y combatió con gallardía al frente de varios batallones que lograron ocupar las ciudades de Trujillo y Mérida. En el avance de Bolívar hacia Caracas, Girardot se encargó de la retaguardia desde Apure, hasta alcanzarlo cerca de la ciudad de Naguanagua, junto al cerro de Bárbula, donde habrían de enfrentarse con el ejército realista comandado por Domingo Monteverde. El 26 de agosto de 1813, Bolívar se encargó personalmente del asedio contra la plaza de Puerto Cabello. El 16 de septiembre arribaron refuerzos enemigos, por lo que Bolívar decidió emprender la retirada hacia el pueblo de Naguanagua. Ante la retirada patriota, el realista Monteverde movilizó sus tropas hasta situarse en el sitio de Las Trincheras, enviando una columna de hombres a tomar posición en las alturas de la hacienda Bárbula. Bolívar decide enviar el 30 de septiembre las tropas de Girardot, Urdaneta y D'Elhuyar, quienes finalmente consiguieron el desalojo de los realistas, pero pagando el alto precio del sacrificio del coronel Girardot, quien muriera al ser alcanzado por una bala de fusil cuando trataba de fijar la bandera nacional en la altura conquistada, durante la Batalla de Bárbula.
El Decreto de Guerra a Muerte fue una declaración hecha por Simón Bolívar el 15 de junio de 1813 en la ciudad venezolana de Trujillo. Según lo expresa el Libertador, el 15 de junio fue creada como respuesta a varios crímenes y masacres realizados por soldados españoles tras la caída de la Primera República, contra miles de republicanos. El objetivo del documento era cambiar la opinión pública sobre la guerra venezolana de liberación, para que en vez de ser vista como una mera guerra civil en una de las colonias de España, fuera vista como una guerra internacional entre dos países, Venezuela y España.
Proclamaba que todas las personas españolas que no participaran activamente en favor de la independencia serían asesinadas, y que todos los americanos serían perdonados, incluso si cooperaban (pasivamente) con los españoles. La "Guerra a Muerte" fue practicada por ambos bandos. Así, entre 1815 y 1817 fueron asesinados varios ciudadanos distinguidos de Nueva Granada a manos de los españoles, y en febrero de 1814 varios prisioneros españoles fueron ejecutados en Caracas y La Guaira por órdenes de Bolívar.

"Españoles y Canarios, contad con la muerte, aún siendo indiferentes, si no obráis activamente en obsequio de la libertad de América. Americanos, contad con la vida, aun cuando seáis culpables.Decreto de Guerra a Muerte, 15 de junio de 1813"

La Declaración duró hasta el 26 de noviembre de 1820, cuando el general español Pablo Morillo se reunió con Bolívar para declarar como guerra convencional a la guerra de independencia. La independencia de Venezuela fue el proceso jurídico-político con el fin de romper los lazos que existían entre la Capitanía General de Venezuela y el Imperio español. También implicó el reemplazo de la monarquía absoluta por la república como forma de gobierno en Venezuela.

### Batalla de Araure

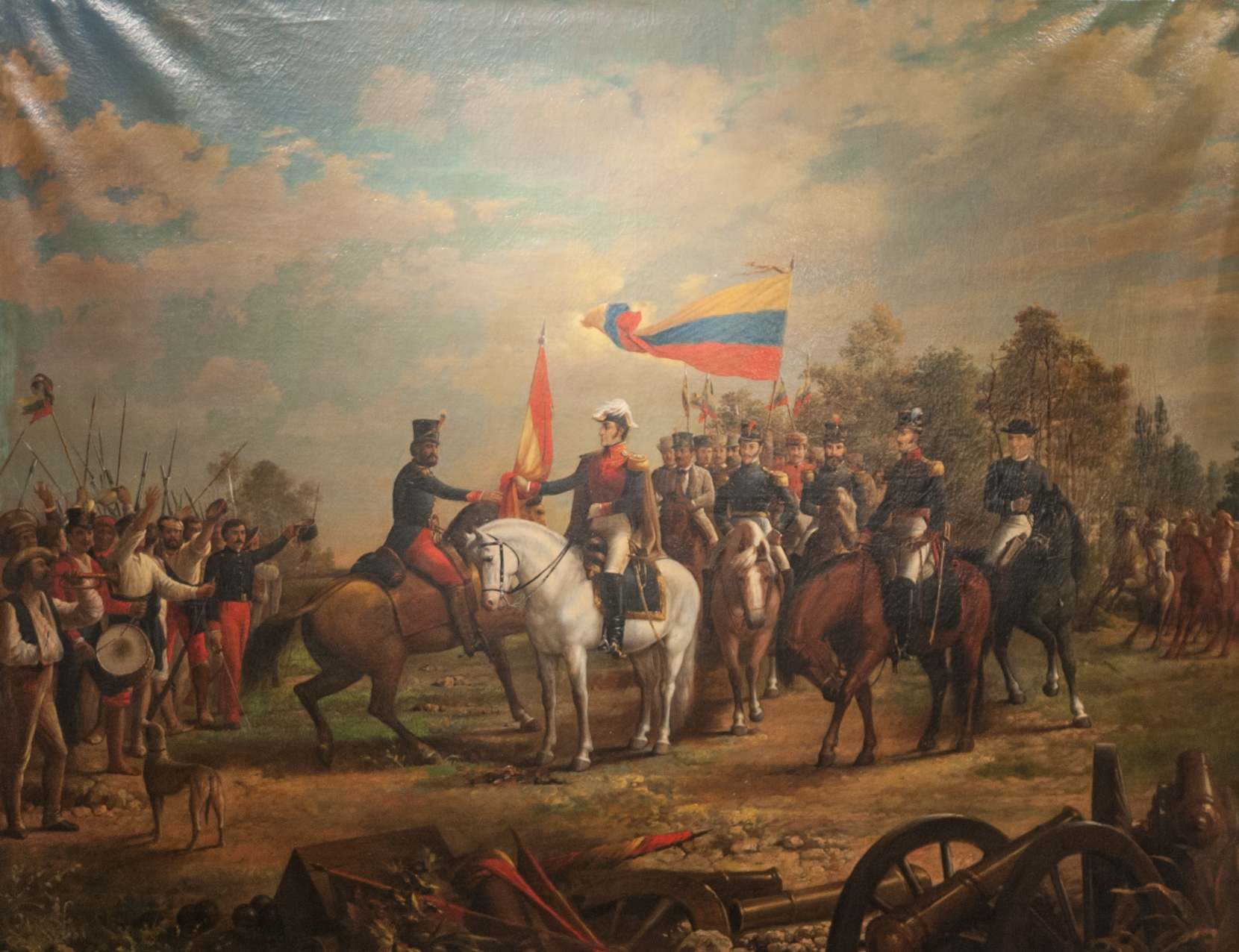
Entrega de la bandera del Numancia al batallón sin nombre", óleo sobre lienzo, por Arturo Michelena.

Tras el final de la Campaña Admirable, los republicanos se encontraban en campaña contra los realistas en el centro occidente de Venezuela. En una de esas batallas, cerca de Barquisimeto, los republicanos se enfrentaron a los realistas dirigidos por José Ceballos el 10 de noviembre. Los republicanos fueron derrotados por la falta de coordinación entre el ejército. Profundamente molesto, el Libertador ordenó fusionar los restos de los batallones Aragua, Caracas y Agricultores que habían participado en la batalla, en un solo batallón que no recibiría nombre.
Venezuela estaba bajo el control de los patriotas a mediados de 1813, a excepción de las provincias de Guayana y de Maracaibo. En septiembre de 1813 los realistas recibieron refuerzos desde Cádiz extendiéndose a los enfrentamientos armados por todo el país, mientras los éxitos de los patriotas continuaron hasta fines de 1813. En estos encuentros destaca la Batalla de Araure, en la que Simón Bolívar venció a José Ceballos.
El 3 de diciembre de 1813 tuvo conocimiento Simón Bolívar de que las fuerzas realistas (3500 hombres), bajo el mando del brigadier José Ceballos, se habían reunido con las de José Yáñez en la villa de Araure del Estado Portuguesa; y en virtud de ello, dispuso que todos los cuerpos que se hallaban en El Altar y Cojedes concurriesen a la concentración que se llevaría a cabo en el pueblo Aguablanca. El día 4 marcharon los republicanos hacia Araure y acamparon a unos 1000 m del poblado, frente a los realistas, los cuales se habían desplegado a la entrada de la montaña del río Acarigua; con sus alas apoyadas en sendos bosques y cubierto su frente por un pequeño lago, su espalda estaba guarnecida por un bosque, disponían, además, de 10 piezas de artillería.
El coronel Florencio Jiménez, comandante del Caracas, fue designado como el comandante del Batallón sin nombre. Para mayor humillación, el batallón recibió lanzas en lugar de fusiles como arma de combate. El batallón se convirtió en la burla del ejército republicano, hasta que recibió su oportunidad de probar de nuevo su valor el 5 de diciembre de 1813 en Araure. En la batalla de Araure, la acción del batallón sin nombre resultó decisiva. Armados solamente con lanzas atacaron al batallón Numancia (uno de los mejores batallones españoles) y lograron desordenar sus cuadros, forzándolos a retirarse.
El día 5, la descubierta republicana empeñó la acción y de inmediato se vio flanqueada y cortada por una columna de caballería, la pequeña fuerza atacante fue virtualmente destruida. Entre tanto, Bolívar desplegaba en batalla sus divisiones, para reanudar el ataque. El coronel Manuel Villapol se colocó a la derecha; el coronel Florencio Palacios en el centro y el teniente coronel Vicente Campo Elías, con el batallón Barlovento, a la izquierda. La caballería cubría los 2 flancos del dispositivo. Como reserva fue destinado un cuerpo de caballería. Ante el ataque republicano, Ceballos hizo marchar su caballería contra la derecha de los atacantes, para distraerlos y desordenarlos, pero Bolívar, atento a este movimiento, empeñó su reserva, la cual desordenó y puso en fuga a la caballería contraria.
Esta intervención de Bolívar permitió la ruptura del frente enemigo, acción que produjo gran confusión dentro de la posición defensiva, con el consiguiente triunfo de los republicanos. Una división fue encargada de recorrer el campo de batalla, el cual quedó cubierto de cadáveres y suministros de todas las clases, en tanto que de la persecución de los vencidos se encargó el propio Bolívar. Las fuerzas republicanas marcharon ese día a Aparición de la Corteza, donde Bolívar fijó su cuartel general provisional. La Batalla comenzó al amanecer y tuvo una duración de seis horas, aproximadamente. Las tropas realistas eran numéricamente superiores a los efectivos patriotas. Quedaron en poder de los patriotas 200 prisioneros, cuatro banderas y numerosas piezas de artillería. En este solo choque, apasionado y violento, perecieron alanceados más de 500 jinetes de Yáñez, el Ñaña de los llaneros. Aquí peleó el batallón que en la pasada jornada de Barquisimeto fue castigado por el Libertador, negándole el nombre y el derecho a llevar bandera. Pero tan valientemente se comportó en la acción, que Bolívar dijo a los soldados al día siguiente:

"Vuestro valor ha ganado ayer en el campo de batalla, un nombre para vuestro cuerpo, y aún en medio del fuego, cuando os vi triunfar, le proclamé del Batallón Vencedor de Araure. Habéis quitado al enemigo banderas que en un momento fueron victoriosas; se ha ganado la famosa llamada invencible de Numancia".

### Caída de la Segunda República
La Batalla de Úrica fue una acción táctica militar de la Guerra de Independencia venezolana librada en el pueblo de Úrica en el actual estado de Estado Anzoátegui el 5 de diciembre de 1814, entre el mariscal de campo venezolano José Félix Ribas y José Tomás Boves quien fue reconocido por su extrema crueldad, tanto dentro como fuera del campo de batalla.[cita requerida] Rafael María Baralt le califica de cruel y sanguinario por la aplicación de la ley del talión con que respondió a las acciones de Bolívar. Boves comandó a los realistas en la Batalla de Úrica que tuvo como desenlace final, la muerte del temible comandante. Para esta empresa contaba Ribas con 2000 hombres, al frente de quienes se hallaban José Tadeo Monagas, Pedro Zaraza, Manuel Cedeño, Francisco Parejo y otros.
Al llegar al sitio de El Areo, procedió Ribas a la formación de 2 columnas de caballería de 180 hombres, las cuales recibieron los nombres de Rompelíneas, con Monagas y Zaraza de comandantes. Después de efectuar todos los preparativos para la batalla, el destacamento patriota marchó durante la noche del 4 al 5 de diciembre, para amanecer en Úrica frente a los realistas (ya Boves se había incorporado al lugar), desplegados en 3 columnas en una gran sabana. Las hostilidades fueron iniciadas por Boves, cuando salió con su columna a enfrentarse a la que mandaba el coronel Bermúdez, quien pudo rechazar el ataque.
Este éxito inicial de los patriotas permitió a Ribas la colocación de sus hombres en línea de batalla y con ellos cargó contra los realistas, quienes respondieron con intenso fuego de artillería. En este momento, ordenó Ribas que las columnas Rompelíneas emprendieran el ataque contra la columna derecha enemiga, lo cual fue ejecutado con éxito. Cuando Boves advirtió que su columna había sido envuelta, salió de su centro precipitadamente y pereció en el choque. El resto de las fuerzas realistas (centro e izquierda), cargaron contra la línea republicana y la envolvió, y con ello obtuvo la victoria, las bajas fueron numerosas en ambos bandos.

## Tercera República

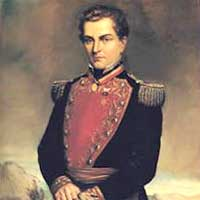
Santiago Mariño.

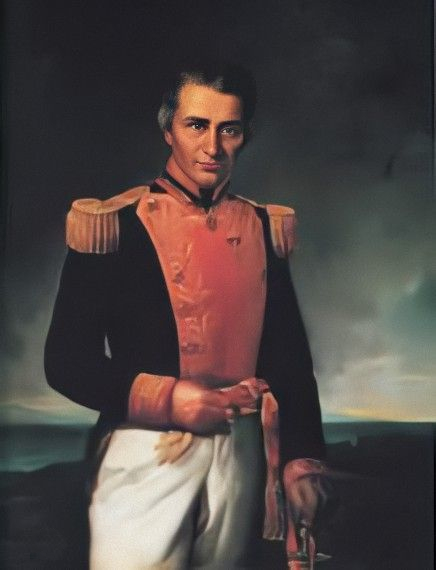
General Juan Bautista Arismendi óleo sobre lienzo de Martín Tovar y Tovar.

La tercera república corresponde al período entre 1817  y diciembre de 1819, año en el cual Simón Bolívar crea la república de la Gran Colombia. Después de la caída de la Segunda República, los líderes patriotas se refugiaron en las islas del Mar Caribe especialmente en Jamaica, Trinidad, Haití y Curazao. Desde allí, y con el apoyo de esos países, especialmente Haití, reanudaron la lucha.

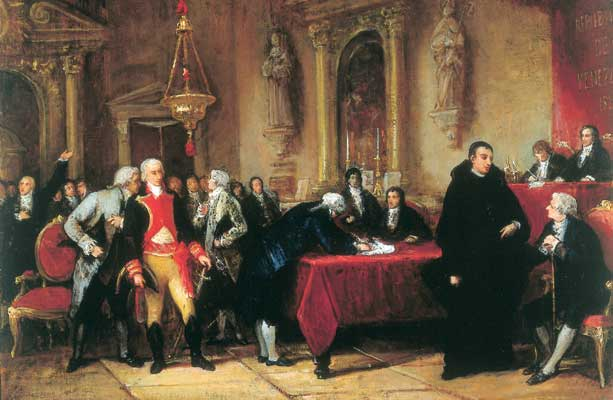
Firma del acta de Independencia de Venezuela

Bolívar regresa a la Nueva Granada, para intentar repetir la hazaña de la Campaña Admirable, acción que es rechazada por sus partidarios. Sintiéndose incomprendido en Cartagena de Indias, decide tomar el 9 de mayo de 1815 el camino del destierro hacia Jamaica, animado por la idea de llegar al mundo angloparlante y convencerlo de su cooperación con el ideal de la independencia Hispanoamericana. En Kingston vivirá desde mayo hasta diciembre de 1815, tiempo que dedicó a la meditación y cavilación acerca del porvenir del continente Americano ante la situación sobre el destino de México, Centroamérica, la Nueva Granada (incluye a la actual Panamá), Venezuela, Buenos Aires, Chile y Perú. La Carta de Jamaica es un texto escrito por Simón Bolívar el 6 de septiembre de 1815 en Kingston, en respuesta a una misiva de Henry Cullen donde expone las razones que provocaron la caída de la Segunda República en el contexto de la Independencia de Venezuela. Aunque la Carta estaba originalmente dirigida a Henry Cullen, está claro que su objetivo fundamental era llamar la atención de la nación liberal más poderosa del siglo XIX, Gran Bretaña, a fin de que se decidiera a involucrarse en la independencia americana.

### Situación en Margarita
Para el año de 1815 el general Juan Bautista Arismendi es Gobernador provisional de la isla Margarita. El acoso español se inició por todo el territorio de la república, durante algunos meses el y su familia viven en las afueras de La Asunción bajo el espionaje y la presión que las autoridades españolas mantienen sobre los simpatizantes de la causa patriota en la isla. En septiembre de 1815 se ordena apresar a Arismendi, este escapa y se oculta con uno de sus hijos en las montañas de Copey. El 24 de septiembre su esposa Luisa Cáceres de Arismendi, quien se encontraba embarazada, es tomada como rehén para doblegar a su esposo y encerrada bajo la vigilancia en la casa de la familia Arnés, días después es trasladada a un calabozo del Castillo Santa Rosa en La Asunción.
Es en ese calabozo oscuro y sin luz de la fortaleza que comienza el suplicio de Luisa por el maltrato y vejámenes cometidos por las tropas españolas ante los cuales ella nunca cederá. Un centinela vigila hasta sus menores movimientos, y es obligada a comer el rancho que le dan como único alimento. Luisa permanece sentada noche y día sin moverse para no llamar la atención del celador. Un día el capellán de la fortaleza de regreso de sus oficios pasa por su puerta y se queda contemplando aquella mujer en actitud de vencida, de humillada. Movido a compasión por su estado logra que le lleven comida de su propia casa, que le supriman el centinela y que le coloquen una luz que ilumine el calabozo durante la noche.
Las acciones militares del General Arismendi le permiten hacer prisioneros a varios jefes españoles entre ellos al comandante Cobián, de la fortaleza de Santa Rosa por lo cual el jefe realista Joaquín Urreiztieta propone a Arismendi canjear esos prisioneros por su esposa, tal ofrecimiento no es aceptado y el emisario recibe por respuesta: Diga al jefe español que sin patria no quiero esposa. A partir de aquel momento empeoran las condiciones del cautiverio y se desvanece la posibilidad de libertad al fracasar los patriotas en un intento de asalto de la fortaleza. Habiendo trascurrido un mes desde su prisión oye una noche una gran alarma y se da cuenta de que se prepara un asalto al cuartel. La lisonjea la esperanza de un triunfo de los suyos pero al amanecer, cuando todo está en calma, solo oye los lamentos de los moribundos y de los heridos de la refriega. 

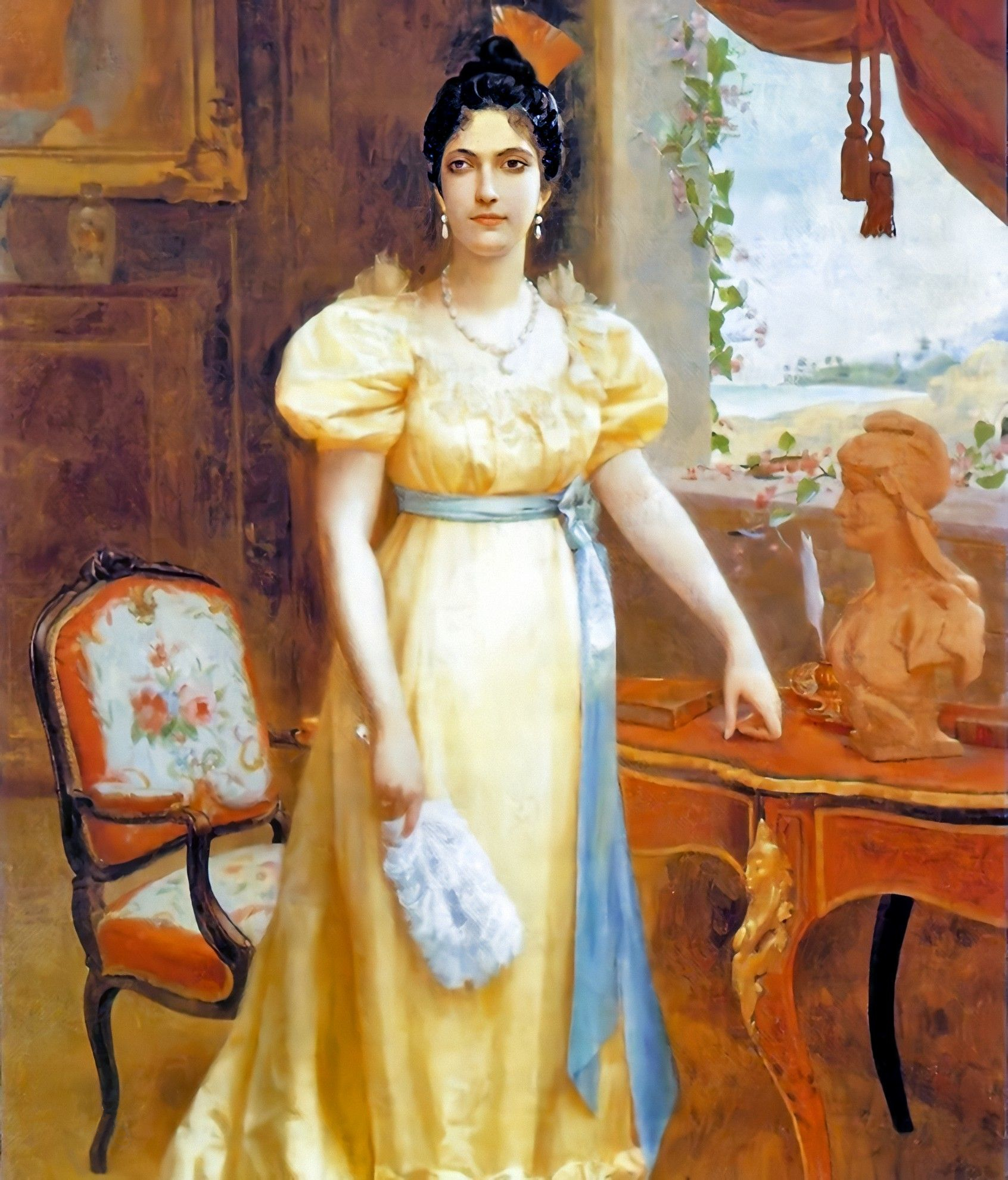
Luisa Cáceres de Arismendi.

Horas más tarde los soldados la sacan de su prisión para pasearla sobre la explanada del cuartel, donde han sido fusilados los infelices prisioneros. Luisa Cáceres de Arismendi tiembla ante la idea de que ella también va a ser sacrificada, pero estaba equivocada: el objeto de sus verdugos era que se paseara por sobre los cadáveres de los patriotas fusilados, que caminara por sobre aquellos cuerpos sin vida que habían tenido la osadía de querer libertarla. La sangre derramada va a desembocar en el aljibe de la prisión y a Luisa la obligan a calmar su sed con aquella agua putrefacta y pestilente mezclada con la sangre de los suyos. El 26 de enero de 1816, Luisa da a luz una niña que muere al nacer dadas las condiciones del parto y del calabozo en el cual se encuentra prisionera.
Durante todo este tiempo se le mantiene incomunicada y sin noticias de sus familiares. Los triunfos de las fuerzas republicanas comandadas por Arismendi en Margarita y por el general José Antonio Páez en Apure determinaron que el brigadier Moxó ordenara el traslado de Luisa Cáceres de Arismendi a Cádiz, por tal razón es llevada de nuevo a la prisión de La Guaira el 24 de noviembre de 1816 y embarcada el 3 de diciembre. En alta mar son atacados por un buque corsario que se apodera de todo el cargamento y los pasajeros son abandonados en la isla de Santa María en las Azores. Imposibilitada de regresar a Venezuela, Luisa llega a Cádiz. Es presentada ante el capitán general de Andalucía, quien protesta por la arbitraria decisión de las autoridades españolas en América y le da la categoría de confinada, después de que pagase una fianza y se comprometiera a presentarse mensualmente ante el juez de alzada. Durante su permanencia en Cádiz, se negó a firmar un documento donde manifestaba su lealtad al Rey de España y renegaba de la filiación patriota de su marido a lo cual respondió que el deber de su esposo era servir a la patria y luchar por libertarla. El destierro transcurre sin noticias de su madre y su esposo.

"Cuando la heroína Luisa Cáceres de Arismendi fue tomada prisionera y el jefe realista exigiera la rendición a su esposo quien dijera Sin patria no quiero esposa ella respondió Que mi marido cumpla con su deber que yo sabré cumplir con el mío".

### Expedición de los Cayos

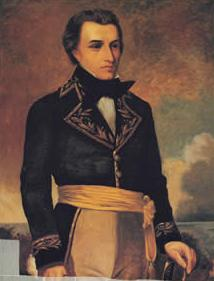
General Manuel Piar.

La expedición de Los Cayos de San Luis o sencillamente Expedición de los Cayos, es el nombre con el que son conocidas las dos invasiones que desde Haití llevó a cabo el Libertador Simón Bolívar a fines de 1815 ejerciéndola durante el año 1816 con la finalidad de liberar a Venezuela de las fuerzas españolas.
Luego de salir del puerto de Los Cayos, en la parte occidental de Haití, la misma se detuvo 3 días en la isla Beata al sur de la frontera entre Haití y Santo Domingo, para continuar su itinerario en el que los primeros días de abril de 1816 se encontraban frente a la costa meridional de la hoy República Dominicana; el 19 de abril de 1816 llegaban a la isla de Vieques cerca de las costas de Puerto Rico, hecho que se celebró con salvas de artillería; el 25 de abril arriban a la islita neerlandesa de Saba, distante 20 km de San Bartolomé, desde donde se dirigen hacia Margarita, librando el 2 de mayo antes de llegar a esta, el combate naval de Los Frailes en la que la escuadrilla de Luis Brión sale victoriosa y captura el bergantín español El Intrépido y la goleta Rita. El 3 de mayo de 1816 tocan suelo venezolano en la isla de Margarita, en la que el 6 del mismo mes una asamblea encabezada por el general Juan Bautista Arismendi, ratifica los poderes especiales conferidos a Bolívar en Los Cayos.
Luego de esta ratificación, las fuerzas expedicionarias de Bolívar pasan a Carúpano donde finalmente desembarcan y proclaman la abolición de la esclavitud para después seguir a Ocumare de la Costa donde desembarcan y llegan hasta Maracay pero deben retirarse acosados por Morales dejando parte del parque en la playa y la mitad de sus soldados quienes bajo McGregor emprenden la retirada por tierra a través de los valles de Aragua hacia oriente, conocida como la Retirada de los Seiscientos. Tras volver a Haití y organizar una nueva expedición Bolívar zarpó del puerto de Jacmel y llegó a Juan Griego el 28 de diciembre de 1816 y a Barcelona el 31 donde estableció su cuartel general y planeó una campaña sobre Caracas con la concentración de las fuerzas que operaban en Apure, Guayana y Oriente pero tras una serie de inconvenientes abandono el plan y se trasladó a Guayana a tomar el mando de las operaciones contra los realistas en la región.

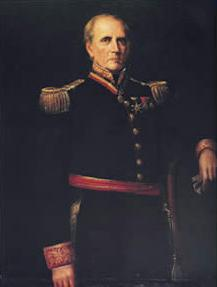
General Carlos Soublette óleo sobre lienzo de Martín Tovar y Tovar.

A pesar de los reveses sufridos por los expedicionarios y por el propio Libertador en Ocumare, la importancia histórica de la Expedición de los Cayos radica en que la misma permitió que Santiago Mariño, Manuel Piar y luego José Francisco Bermúdez emprendieran la liberación del oriente del país, y que MacGregor con Carlos Soublette y otros jefes se internaran definitivamente en Tierra Firme, para abrir paso al triunfo definitivo de la República.

### Desembarco en las Costas

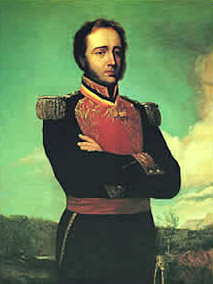
General Gregor MacGregor óleo sobre lienzo de Martín Tovar y Tovar.

La Retirada de los Seiscientos fue una travesía de cientos de kilómetros a través de un territorio hostil para los patriotas ocurrida durante la expedición de los Cayos en 1816 luchando durante el trayecto con pocas armas y municiones. Finalizada la retirada los seiscientos se reunieron con las fuerzas patriotas orientales al mando de Manuel Piar con una renovada confianza.
Los patriotas venezolanos habían desembarcado en las Costas de Aragua y de allí se dividieron en varias columnas penetrando a través de la selva y llegando hasta Maracay, pero la ofensiva lanzada por Francisco Tomás Morales como respuesta al desembarco los empujó de vuelta hasta las playas. En el desorden que siguió los patriotas se embarcan apresuradamente dejando en la playa la mayor parte del parque que disponían, además de 600 hombres al mando de Gregor MacGregor. Posteriormente el general Santiago Mariño, secundado por José Francisco Bermúdez, marchó sobre Irapa donde atacó y destruyó la guarnición de Yaguaraparo. Luego de la ofensiva llegó a Carúpano, después que los realistas habían abandonado la plaza, el 15 de septiembre se estableció en Cariaco y desde allí, con apoyo de la escuadra de Juan Bautista Arismendi, abrió operaciones contra la ciudad de Cumaná, primogénita del Continente Americano.
Luego de algunos éxitos en Maturín y en conocimiento del avance de Santiago Mariño sobre Cumaná y de la retirada de Gregor MacGregor, el general Piar llegó a Chivacoa con 700 hombres y de allí pasó a Ortiz para amenazar a Cumaná y servir de enlace a Mariño y MacGregor.
Después de varios enfrentamientos, Piar pasó a la provincia de Guayana, donde operaba el general Manuel Cedeño y unidas sus fuerzas, avanzaron contra la ciudad de Angostura cuya defensa la tenía el brigadier Miguel de la Torre. La expedición de Jacmel desembarca en Barcelona el 31 de diciembre de 1816. Bolívar estableció su cuartel general en la ciudad y desde ahí planeo una ofensiva sobre Caracas que se ejecutaría luego de una concentración de tropas procedentes de las regiones ocupadas por los patriotas: Apure, Guayana y Cumaná. Bolívar ejecutó una "diversión" por la costa de Píritu con el objeto de desviar la atención de los realistas hacia Caracas mientras se desarrollaba la concentración planeada, pero la derrota sufrida en Clarines el 9 de enero de 1817 deja sin efecto dicha diversión, por lo cual Bolívar regresa a Barcelona. Las dificultades políticas y estratégicas obligan a Bolívar a suspender la campaña de Barcelona, de allí parte hacia Guayana donde se encontraba Piar dejando a las fuerzas de Barcelona bajo la jefatura del general Pedro María Freites.

### Campaña de Guayana
La Campaña de Guayana de 1816-1817, fue la segunda campaña llevada a cabo por los patriotas venezolanos en la guerra de Independencia de Venezuela en la región de Guayana luego de la campaña de 1811-1812 que había terminado en desastre. 

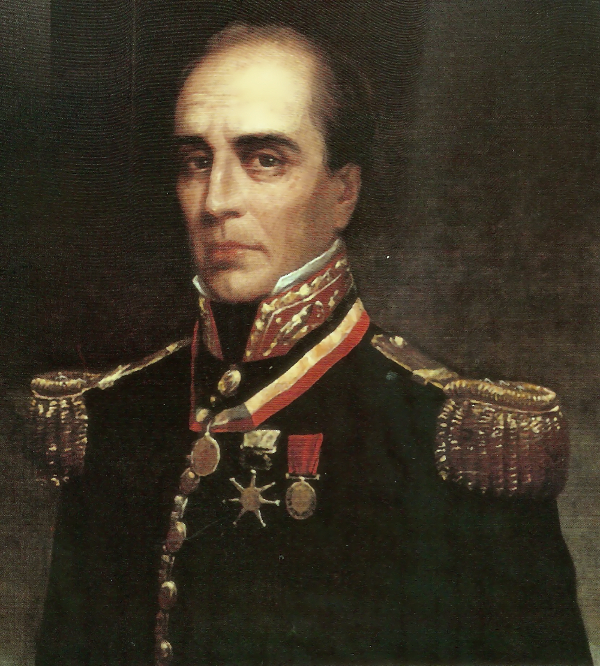
Gral. Rafael Urdaneta.

La campaña fue un gran éxito para los republicanos bajo el mando de Manuel Piar con lo que lograron luego de varias batallas expulsar todos los realistas de la región con lo cual quedaron en poder de una región rica en recursos naturales y facilidades de comunicación que sirvió de base para lanzar campañas a otras regiones del país.

### Los Llanos

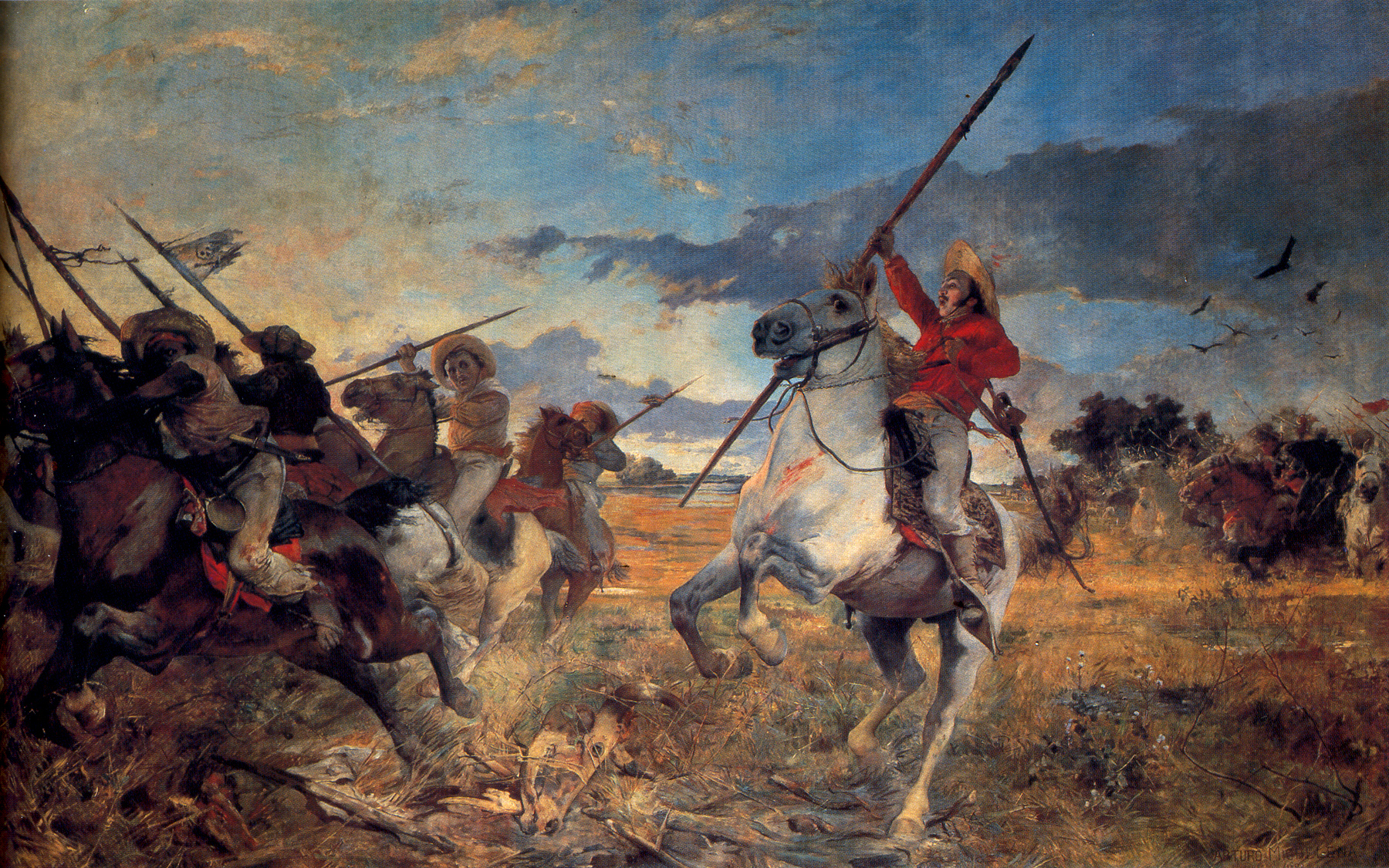
Vuelvan caras Óleo sobre lienzo 300 x 460 cm (1890) de Arturo Michelena representando el momento en que Páez manda a volver sobre el enemigo.

Con José Antonio Páez y en Guayana con Manuel Piar. San Félix y Angostura son liberadas en 1818 con lo cual los patriotas contaron con un territorio lleno de muchas riquezas y con salida al mar a través del río Orinoco. José Antonio Páez se entrevista con Simón Bolívar, que venía desde Angostura al sur del Orinoco para integrarse al ejército de Apure en la campaña contra el Guárico.
El general Páez reconoció la autoridad de Bolívar y el 12 de febrero de 1818 con la Toma de las Flecheras donde cruzaron el río Apure los lanceros llaneros y se lanzaron al río en sus caballos nadando ante la vista confundida de los realistas y tomaron las embarcaciones españolas. Luego en la batalla de Calabozo, Bolívar sale victorioso sobre Pablo Morillo, Páez se encarga como comandante de la vanguardia de perseguir a los españoles y los derrota en la Uriosa el 15 de febrero de 1818.
La Batalla de Las Queseras del Medio fue una importante acción militar llevada a cabo el 2 de abril de 1819 en el actual estado Apure de Venezuela en la cual el prócer de la independencia, José Antonio Páez vence acompañado de 153 lanceros a más de 1000 jinetes de caballería de las fuerzas españolas siendo la más famosa batalla comandada por Páez y en donde se dicta la famosa frase: ¡Vuelvan Caras! (más probablemente: ¡Vuelvan carajo!). Cayendo sobre sus perseguidores y destruyendo a la caballería realista que huye de vuelta a su campamento. Las Queseras fue el mayor triunfo de la carrera militar del general Páez, en reconocimiento a la brillante acción, Bolívar lo condecora con la Orden de los Libertadores al día siguiente.
Luego de que Páez es ascendido en San Juan de Payara por el Libertador a general de división se libró la campaña de Apure junto a Bolívar contra las tropas de Morillo que habían invadido el Apure. Finalizada la campaña de Apure con la retirada de Morillo a Calabozo, Bolívar inicia la Campaña Libertadora de Nueva Granada y a Páez le corresponden funciones de seguridad y reserva estratégica, vigilar los movimientos de Morillo y cortar en conjunción con el ejército de oriente un posible ataque de Morillo a las fuerzas de Bolívar.

### Congreso de Angostura

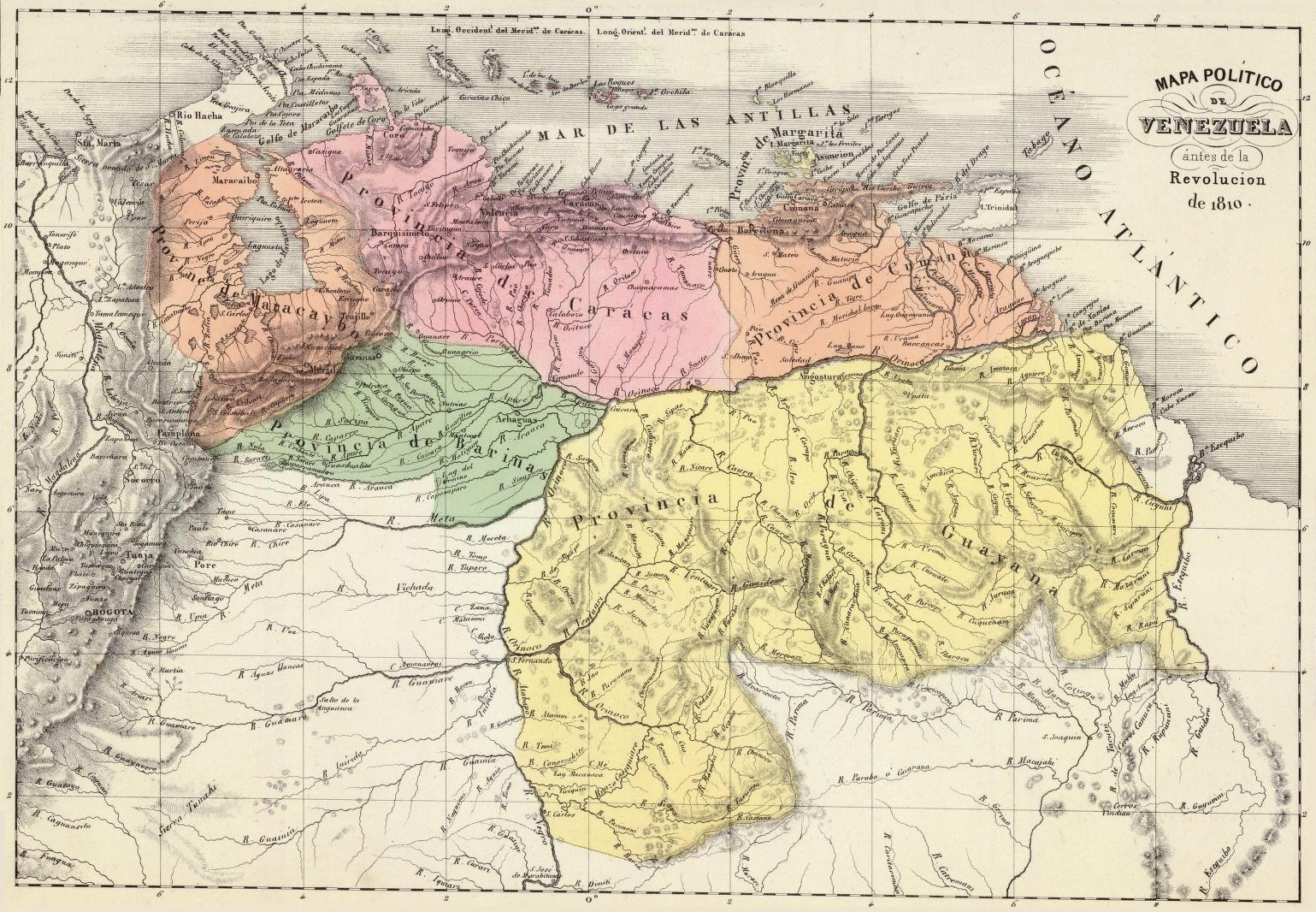
Capitanía General de Venezuela hacia 1810.

El 15 de febrero de 1819 Bolívar instala el Congreso de Angostura y pronuncia el Discurso de Angostura que fue elaborado en el contexto de las guerras de Independencia de Venezuela y de Colombia. En el Congreso se reunieron representantes de Venezuela, Nueva Granada (actualmente Colombia) y Quito (actualmente Ecuador). Las decisiones tomadas inicialmente fueron las siguientes:
- La Nueva Granada fue renombrada Cundinamarca y su capital, Santa Fe renombrada Bogotá. La Capital de Quito sería Quito. La Capital de Venezuela sería Caracas. La Capital de la Gran Colombia sería Bogotá.
- Se crea la República de Colombia, que sería gobernada por un presidente. Existiría un Vicepresidente que suplantaría al Presidente en su ausencia. (Históricamente se acostumbra llamar a la Colombia del Congreso de Angostura La Gran Colombia)
- Los gobernadores de los tres Departamentos también se llamarían Vicepresidentes.
- El presidente y vicepresidente se elegirían con voto indirecto, pero para efectos de empezar, el congreso los eligió de la siguiente forma: Presidente de la República: Simón Bolívar y Vicepresidente: Francisco de Paula Santander. En agosto Bolívar invadió su tarea libertadora y sale hacia Ecuador y Perú, y deja a cargo de la presidencia a Santander.
- A Bolívar se le da el título de "Libertador" y su retrato se expondría en el salón de sesiones del congreso con el lema "Bolívar, Libertador de la Gran Colombia y padre de la Patria"

El 17 de diciembre de 1819 se declara la unión de Venezuela y Nueva Granada y nace la República de Colombia. Conocida actualmente como Gran Colombia. Así culmina la Tercera República.
Ya para entonces, a los españoles solo les quedaba el centro norte del país (incluyendo Caracas): Coro, Mérida, Cumaná, Barcelona y Maracaibo.

### Armisticio de Santa Ana

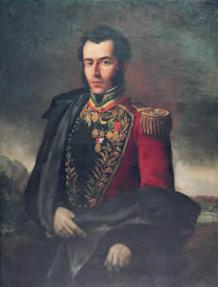
El Gran Mariscal de Ayacucho, Antonio José de Sucre.

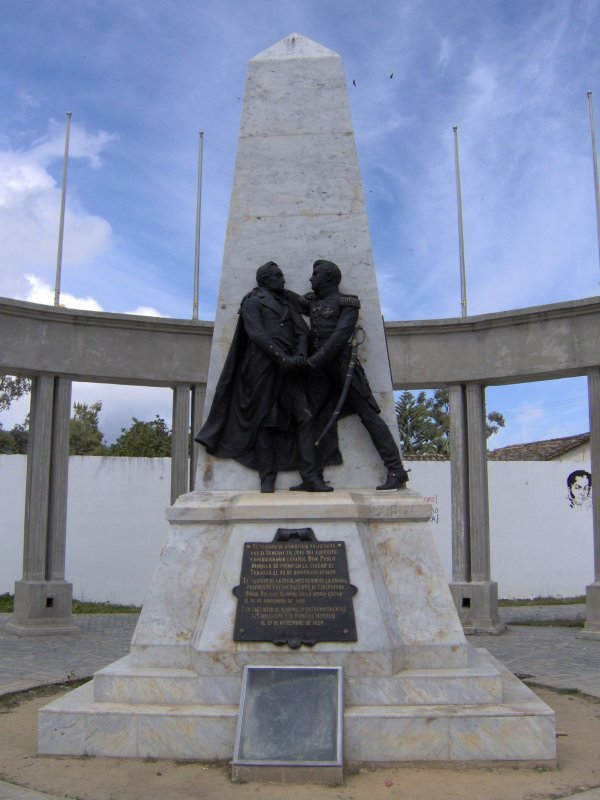
Monumento al abrazo de Bolívar y Morillo en Santa Ana de Trujillo.

Después de seis años de guerra, el general español Pablo Morillo acepta entrevistarse con Bolívar en 1820. Después de que fuese Libertada Nueva Granada y creada la República de Colombia, Bolívar firma con el general español Pablo Morillo, el 26 de noviembre de 1820, un Armisticio, así como un Tratado de Regularización de la Guerra. El Mariscal Sucre redactó este Tratado de Armisticio y Regularización de la Guerra, considerado por Bolívar como "el más bello monumento de la piedad aplicada a la guerra". El capitán general Pablo Morillo recibe instrucciones el 6 de junio de 1820 desde España para que arbitrara con Simón Bolívar un cese a las hostilidades. Morillo informa a Bolívar sobre el cese al fuego unilateral del ejército español y la invitación para conferenciar un acuerdo de regularización de la guerra. Los plenipotenciarios de ambos bandos se entrevistan y el 25 de noviembre hacen lo mismo Bolívar y Morillo. El 25 mismo se firma el Armisticio entre la República de Colombia y España el cual suspendía todas las operaciones militares en mar y tierra en Venezuela y confinaba a los ejércitos de ambos bandos a las posiciones que sostenían el día de la firma según lo cual la línea de demarcación entre ambos.
La importancia de los documentos redactados por Antonio José de Sucre, en lo que significó su primera actuación diplomática, fue la paralización temporal de las luchas entre los patriotas y los realistas, y el fin de la guerra a muerte iniciada en 1813. El Armisticio de Santa Ana le permitió ganar tiempo a Bolívar para preparar la estrategia de la Batalla de Carabobo, que aseguró la independencia venezolana. El documento, marcó un hito en derecho internacional, pues Sucre, fijó mundialmente el trato humanitario que desde entonces empezaron a recibir los vencidos por los vencedores en una guerra. De esta forma se convirtió en pionero de los derechos humanos. Fue de tal magnitud la proyección del tratado que Bolívar en una de sus cartas escribió: "...este tratado es digno del alma de Sucre"... El Tratado de Armisticio tenía por objeto suspender las hostilidades para facilitar las conversaciones entre los dos bandos, con miras a concertar la paz definitiva. Este Tratado se firmó por seis meses y obligaba a ambos ejércitos a permanecer en las posiciones que ocupaban en el momento de su firma. El Tratado de Armisticio fue:

"Por el cual desde ahora en adelante se hará la guerra entre España y Colombia como la hacen los pueblos civilizados".

Pablo Morillo cuenta en sus memorias que cuando llegó a España, después del abrazo con Simón Bolívar y la firma del Tratado Armisticio de Santa Ana, el Rey de España le reclama y lo llama a presencia y le dice:

"Explíqueme cómo es que usted, que triunfó contra los franceses, contra las tropas de Napoleón Bonaparte, llega aquí derrotado por unos salvajes".

A la cual el general respondió:

"Su Majestad, si usted me da un Páez y 100 000 llaneros de Apure a esos a los que usted llama Salvajes, le pongo toda Europa a sus pies".

### Batalla de Carabobo

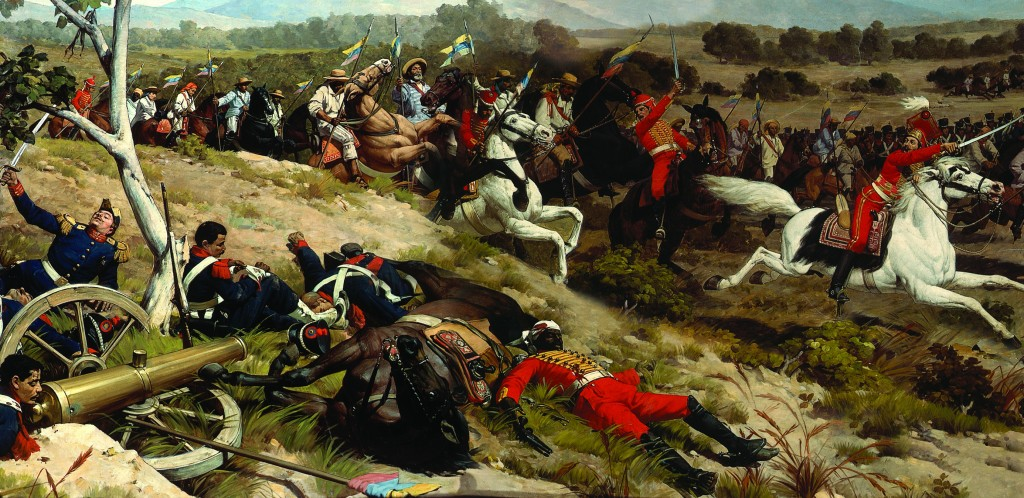
La Batalla de Carabobo, Consolidó la Emancipación de Venezuela Librada por el ejército Libertador bajo el mando supremo del Comandante en Jefe Simón Bolívar el 24 de junio de 1821.

Al expirar el armisticio el 28 de abril de 1821 ambos bandos comenzaron una movilización de sus fuerzas, los españoles poseían un despliegue que hacia favorable un combate en detal, venciendo a las divisiones patriotas una a la vez. Los patriotas comandados por Bolívar, en cambio, necesitaban concentrar sus tropas para poder obtener una sola batalla decisiva.
La concentración de las tropas independentistas se realizó en la ciudad de San Carlos, donde convergieron los ejércitos de Bolívar, Páez y la división del coronel Cruz Carrillo. El ejército de oriente, dirigido por José Francisco Bermúdez realizó una maniobra de distracción avanzando sobre Caracas, La Guaira y los Valles de Aragua que obligó a La Torre a enviar unos 1000 hombres en su contra para recobrar las posiciones y asegurar su retaguardia. El ejército independentista avanzó de San Carlos a Tinaco cubierto por la avanzada del coronel José Laurencio Silva, que tomo las posiciones realistas en Tinaquillo. El 20 atraviesa el ejército colombiano el río Tinaco y el 23 Bolívar pasa revista a sus fuerzas en la sabana de Taguanes. A tempranas horas del 24 de junio, desde las alturas del cerro Buenavista, Bolívar hizo un reconocimiento de la posición realista y llegó a la conclusión de que esta era inexpugnable por el frente y por el sur. En consecuencia, ordenó que las divisiones modificaran su marcha por la izquierda y se dirigieran al flanco derecho realista, el cual estaba descubierto; es decir, Bolívar concibió una maniobra tendiente a desbordar el ala derecha enemiga, operación ejecutada por las divisiones de José Antonio Páez y Cedeño, en tanto que la división Plaza seguía por el camino hacia el centro de la posición defensiva.
La Batalla de Carabobo fue un combate entre los ejércitos de la Gran Colombia dirigidos por Simón Bolívar y el del Reino de España dirigidos por el mariscal Miguel de la Torre, ocurrido el 24 de junio de 1821 en la Sabana de Carabobo. La batalla se saldó como una decisiva victoria independentista, que resultó crucial para la liberación de Caracas y el resto del territorio que aún permanecía en poder de los realistas, hecho que se logrará de manera definitiva en 1823 con la Batalla naval del Lago de Maracaibo y la toma del Castillo San Felipe de Puerto Cabello. El triunfo le permitió a Bolívar iniciar las Campañas del Sur mientras que sus subordinados acababan la lucha en Venezuela.
El 29 de junio las tropas de Bolívar entraron en Caracas. Los habitantes blancos habían abandonado la ciudad: las casas habían sido saqueadas y en las calles había apenas pordioseros y cadáveres. Unos 24 mil personas abandonaron Venezuela rumbo a las islas del Caribe, a Estados Unidos o a España. Bolívar mandó a confiscar todas las posesiones de los que habían emigrado, incluyendo las cosechas.

### Batalla Naval del Lago de Maracaibo

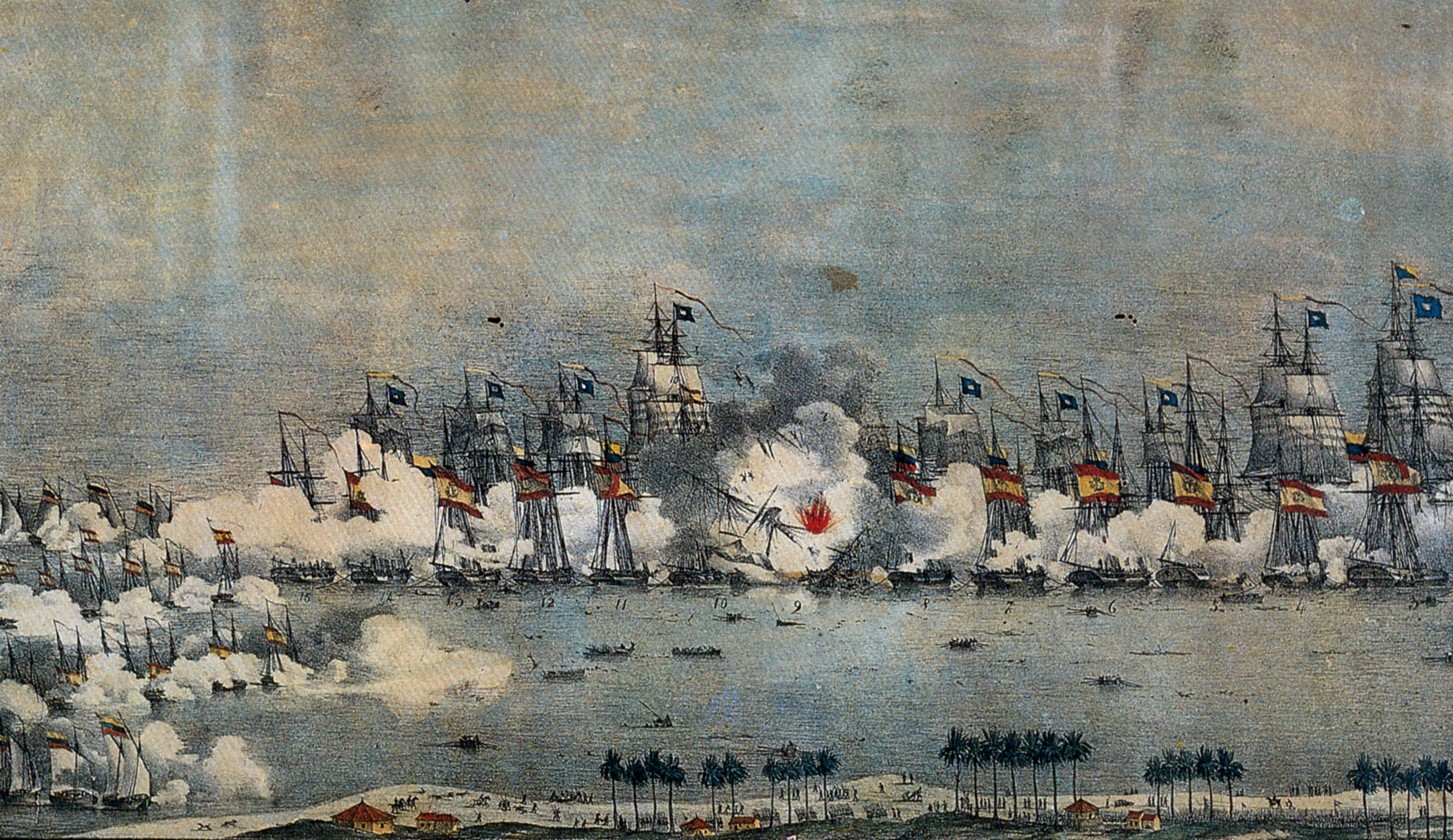
Batalla naval del Lago de Maracaibo

La Batalla naval del Lago de Maracaibo referida también como Batalla naval del Lago, fue una batalla naval librada el 24 de julio de 1823 en las aguas del Lago de Maracaibo en el actual estado Zulia, Venezuela. La misma sellaría definitivamente la independencia venezolana de España siendo una acción decisiva en las campañas navales de la Independencia. Los españoles habían logrado reconquistar las provincias de Coro y Maracaibo, lo cual les dio un territorio considerable en el occidente del país. Las autoridades de la República decretaron un bloqueo naval de las costas del país, la entrada al Lago de Maracaibo fue forzada por el almirante Padilla el 8 de mayo de 1823, y tras varias acciones limitadas la batalla decisiva se dio el 24 de julio de 1823, resultando en un completo triunfo colombiano. La derrota en el Lago de Maracaibo hizo insostenible la posición de Morales, el cual capituló el 3 de agosto.
Terminada la jornada, el almirante Padilla ordenó que la escuadra diese fondo allí donde había combatido. Poco después se dirigió a los Puertos de Altagracia a reparar las averías de sus naves. Por su parte, el comandante Ángel Laborde pasó al castillo, ganó luego la barra, tocó en Puerto Cabello y con el archivo del apostadero se dirigió a Cuba. Las pérdidas de los republicanos fueron de 8 oficiales y 36 individuos de tripulación y tropa muertos, 14 de los primeros y 150 de los segundos heridos y un oficial contuso, mientras que la de los realistas resultaron mayores, sin contar los 69 oficiales y 368 soldados y marineros que quedaron prisioneros.
En dos horas de recio combate se decidió la acción, la cual abrió camino a negociaciones con el capitán general Francisco Tomás Morales; el 3 de agosto siguiente, este fue obligado a entregar el resto de la flota realista, la plaza de Maracaibo, el Castillo de San Carlos, el de San Felipe en Puerto Cabello, así como todos los demás sitios ocupados por la oficialidad española. El día 10 de noviembre, el último oficial al servicio del Rey de España abandonó territorio venezolano: la libertad de Venezuela estaba definitivamente decidida.

## Gran Colombia

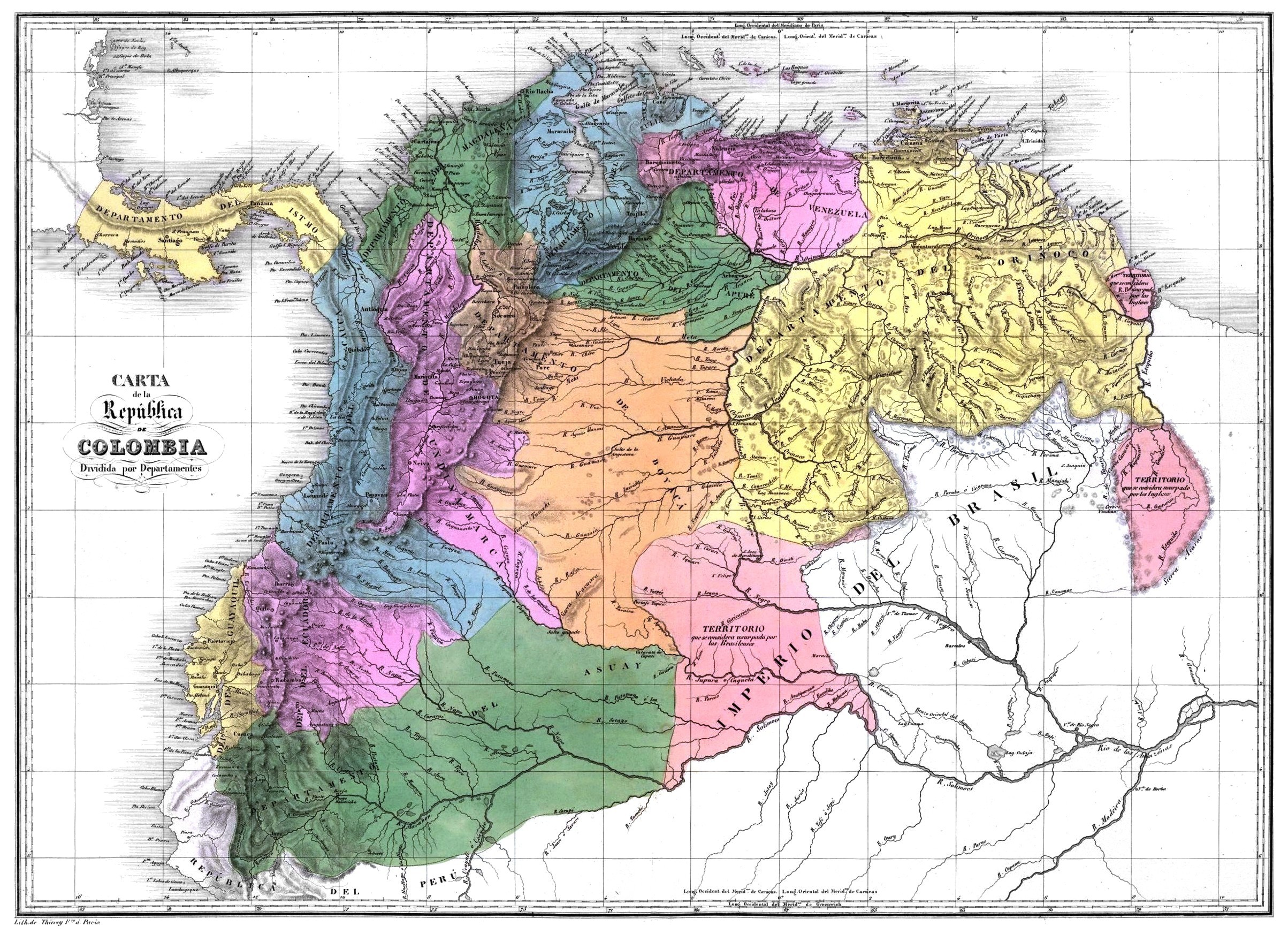
Mapa de la Gran Colombia.

Este hecho ocurrió entre 1819 y 1830, en el cual Venezuela, Nueva Granada y Ecuador se unieron como una sola República llamada Gran Colombia. Sin embargo, la disolución de esta república se venía germinando desde los primeros días de su creación. La Gran Colombia fue creada en 1819 por la ley fundamental del Congreso de Angostura y organizada por el Congreso de Cúcuta, según la Constitución de Cúcuta.
En 1827 la unión grancolombiana (a la que se había adherido Quito, hoy Ecuador, en 1823) entra en crisis y de nada valieron los esfuerzos de Bolívar y algunos otros para detener la desintegración. En 1830, Nueva Granada, Venezuela y Quito se separan. El 17 de diciembre de ese año muere Bolívar. En el Congreso de Valencia fueron escogidos los diputados que se reunieron en esta ciudad a partir del 6 de mayo de 1830 para tratar el tema de la disolución de la Gran Colombia, con la separación de Venezuela.

## Epílogo

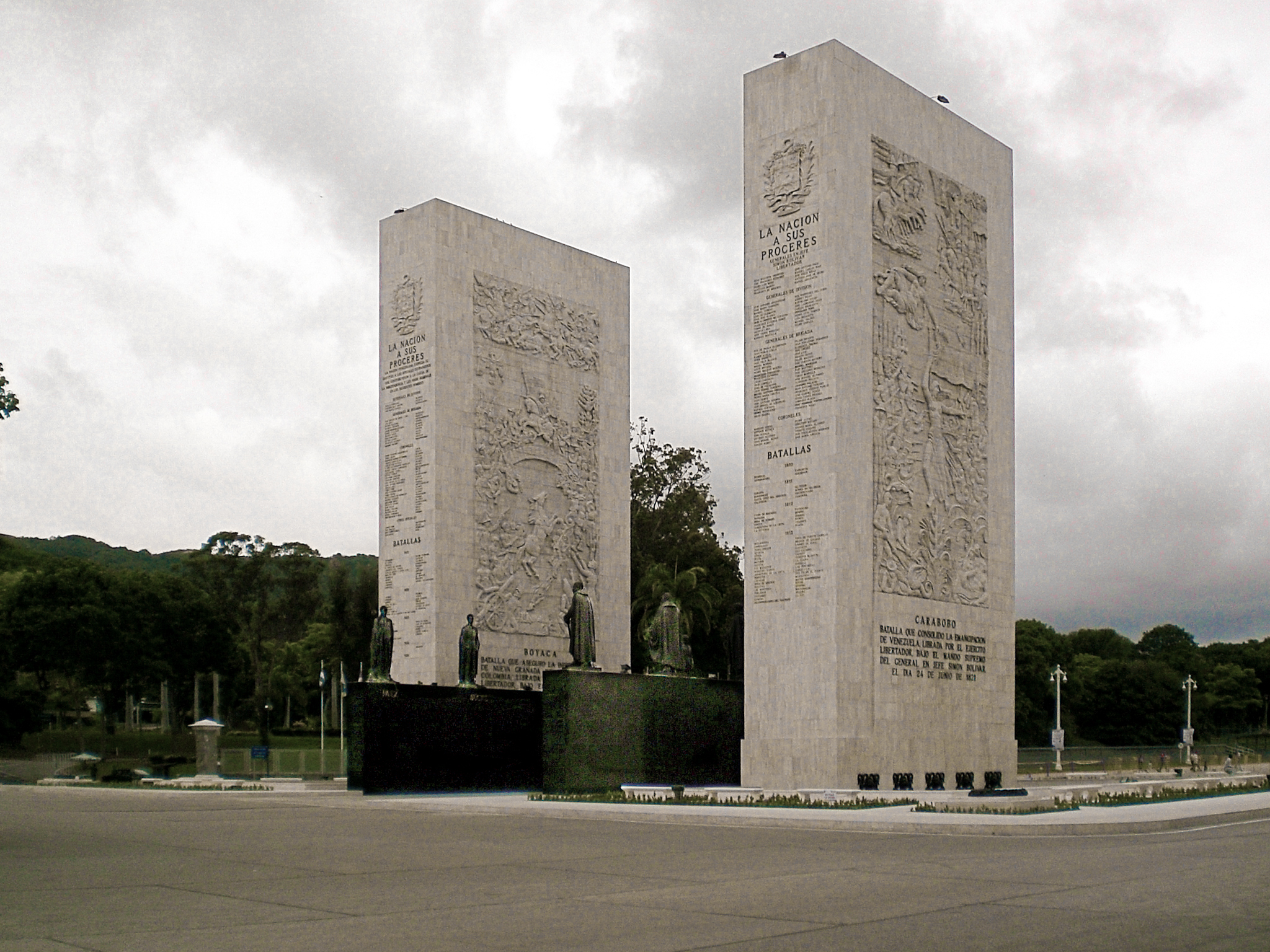
Monumento de la Nación a sus Próceres en Caracas. En el Paseo Los Próceres existen fuentes, escaleras, calzadas y muros, además se encuentran estatuas de los principales próceres venezolanos de la independencia de América.

La independencia de Venezuela fue finalmente reconocida por España el 30 de marzo de 1845, mediante un tratado de paz y amistad hecho entre los gobiernos de la reina Isabel II de España y del presidente venezolano Carlos Soublette.
Se estableció en la Constitución Federal de 1811 la igualdad de los ciudadanos ante la ley. Fueron eliminados los títulos nobiliarios y los fueros personales. Se revocaron las leyes que degradaban civilmente a los pardos. También se reconoció el derecho a la propiedad y a la seguridad. Estas disposiciones han permanecido en las demás constituciones aprobadas a lo largo del tiempo en Venezuela. No obstante, la desigualdad entre los estratos sociales continuó, aunque ahora basado en la posesión de riqueza, en vez del origen étnico.
La Constitución Federal de 1811 ratificó la prohibición, dada el 14 de agosto de 1810 por la Junta Suprema de Caracas, de introducir esclavos negros al país. Sin embargo, la figura de la esclavitud se mantuvo hasta 1854 cuando el presidente José Gregorio Monagas la eliminó.
Entre 1821 y 1823 se ordenó la expulsión de los españoles del territorio venezolano. Quedaron exceptuados aquellos que tuvieron parte en el movimiento independiente y los ancianos de más de 80 años de edad.
Las opiniones sobre el carácter del proceso independentista no son unánimes. Algunos afirman que la independencia fue una revolución eminentemente política, ya que muchos de sus principales promotores eran de la aristocracia local, quienes no estarían interesados en cambiar radicalmente las condiciones de desigualdad social existentes, para no poner en peligro la hegemonía a la que ellos aspiraban. Otros piensan que el rechazo inicial que tuvo el proceso independentista en buena parte de los otros grupos sociales (pardos, indios y negros) le otorgó una naturaleza de revolución social, ya que estos sectores querían una transformación de la estructura social y económica que diera origen a una sociedad más igualitaria.